# Croisade
Pour les articles homonymes, voir Croisade (homonymie).
 (novembre 2020).
Une croisade, au Moyen Âge, est une expédition militaire organisée pour pouvoir mener le pèlerinage des chrétiens en Terre sainte afin d'aller prier sur le Saint-Sépulcre. À cette époque, elle est d'ailleurs conçue comme une forme très particulière de pèlerinage, un « pèlerinage en armes ». Ses participants sont appelés des pèlerins armés, puis, à partir du XIIIe siècle désignés comme croisés. Une croisade est prêchée par un pape, une autorité spirituelle de l'Occident chrétien comme Bernard de Clairvaux, ou par un ou plusieurs souverains comme Frédéric Barberousse. On compte habituellement neuf croisades, de la première (fin du XIe siècle) à la neuvième (1271-1272). Ces croisades constituent pour la majorité d'entre elles des initiatives françaises, avec une majorité de soldats francs, à l'exception de la sixième croisade lancée par le Saint-Empire.
La première croisade est lancée en 1095 par le pape Urbain II depuis Clermont pour rétablir l'accès aux lieux de pèlerinages de la chrétienté en Terre sainte, autorisé jusque-là par les Arabes abbassides, mais interdit par les nouveaux maîtres de Jérusalem à partir de 1071, les Turcs seldjoukides, des nouveaux venus provenant des steppes de l'Asie. À l'époque, Jérusalem n'était plus aux mains des chrétiens depuis de nombreux siècles. La croisade répond aussi à une demande de l'empereur romain d'Orient, inquiet de l'expansion turque qui menace son empire.
Cette première croisade aboutit à la fondation des États latins d'Orient, dont la défense va motiver les huit principales croisades ultérieures, de 1147 à 1291, date de la perte du dernier port encore contrôlé par les chrétiens en Orient, Saint-Jean-d'Acre. Toutefois, dès 1187, moins d'un siècle après sa conquête, les musulmans reprennent définitivement Jérusalem grâce à Saladin, même si les croisés gardent la haute main sur de vastes régions.
À partir de la quatrième croisade, qui s'empare de Constantinople en 1204, l'idée est parfois dévoyée : des expéditions sont organisées par le pape contre ses opposants chrétiens (albigeois, Hohenstaufen, Aragon ou encore hussites au XVe siècle…) ou païens (baltes). Si elles permettent le maintien provisoire des États latins d'Orient, ces croisades n'ont plus pour objectif Jérusalem.
Les croisés ne firent pas de conquêtes durables, se désintéressèrent de la question une fois que Saladin eut rétabli l'accès aux pèlerinages, hormis pour ceux qui s'étaient installés sur place et, en fin de compte, affaiblirent les chrétiens d'Orient plus qu'ils ne les aidèrent.[citation nécessaire]
Les cités marchandes italiennes ont retiré d'immenses profits économiques des croisades et développé dans la foulée des liens entre les places commerciales européennes. Parallèlement, c'est également en cette période qu'apparaît la violence anti-juive en Europe.
La période dite des croisades couvre, selon la définition traditionnelle, les expéditions en Terre sainte, de 1095 à 1291, c'est-à-dire du concile de Clermont à la prise de Saint-Jean-d'Acre. Elle peut s'étendre de 1095 à 1396 (soit exactement 300 ans), date de déroulement de la bataille de Nicopolis en Bulgarie, où s'illustre aussi la cavalerie croisée française. Des historiens la prolongent jusqu'à la bataille de Lépante (1571), en y incluant donc la Reconquista espagnole et toutes les guerres contre les infidèles et les hérétiques sanctionnées par la papauté, qui y attache des récompenses spirituelles et des indulgences. À l'instar d'Ibn Khaldun, Gabriel Martinez-Gros propose d'envisager les croisades comme une étape de l'élan expansionniste franc ayant débuté avec la reconquête de la Sicile et celle de l'Espagne, quelques décennies avant la première croisade,. Cette vision remet en question l'idée que les croisades étaient uniquement motivées par la foi : des facteurs économiques, politiques et territoriaux auraient également joué un rôle significatif dans ces campagnes.

## Terminologie
Le terme « croisade » n'apparaît pas avant le milieu du XIIIe siècle en latin médiéval (seulement vers 1850 dans le monde arabe) et est rarement utilisé à cette époque. Les textes médiévaux parlent le plus souvent de « voyage à Jérusalem » (iter hierosolymitanum) ou encore de peregrinatio, « pèlerinage ». Plus tard, sont aussi employés les termes de auxilium terre sancte, « aide à la Terre sainte », expeditio, transitio ainsi que « passage général » (expéditions d'armées nationales), « passage régulier » et « passage particulier », ces passages étant des incursions ponctuelles (plus ou moins locales, de brigandage et pillage) et non les « guerres saintes » et « grandes expéditions » que sont les croisades. L'accent était donc mis sur le déplacement et la destination.
Le terme de « croisade » n'apparaît que tardivement en français : le Trésor de la langue française informatisé (TLFi) fait remonter l'expression « soi cruisier » (se croiser) à la Vie de saint Thomas le martyr de Guernes de Pont-Sainte-Maxence datée de 1174, et « croiserie » en ancien français apparaît dans la chronique de Robert-de-Clari durant la quatrième croisade (1204), tandis que l'on trouve l'espagnol cruzada dans une charte en Navarre de 1212. En réalité, ces termes sont des substantifs de l'adjectif crucesignatus, « croisé » (littéralement « marqué par la croix ») qui, lui, apparaît dans la chronique d'Albert d'Aix (sans doute écrite, pour sa première partie, dès 1106) ou du verbe crucesignare, prendre la croix, qui est fréquent au XIIe siècle.
Le terme à proprement parler de « croisade » apparaît selon le TLFi dans les Chroniques de Chastellain datées d'avant 1475, notant qu'il s'agit d'un substitut de termes proches tels que « croisement », « croiserie » ou « croisière » qui sont plus anciens ; le Dictionnaire historique de la langue française note une première apparition du mot vers 1460 et note également qu'il dérive de « croisement », que l'on rencontre avant la fin du XIIe siècle.
Il est donc clair que ce que nous appelons « première croisade » n'était pas connue sous cette dénomination par ses contemporains.
Du point de vue musulman, les croisades ne sont d'ailleurs pas perçues comme une nouveauté, mais comme la continuation de la lutte contre l'Empire romain d'Orient, qui durait depuis plusieurs siècles. Pourtant, il est aussi évident que les contemporains ont eu très tôt conscience que la croisade n'était pas un simple pèlerinage armé ni une opération militaire comme les autres mais bien une réalité différente, alliant les caractéristiques du pèlerinage à Jérusalem.

## Les origines des croisades

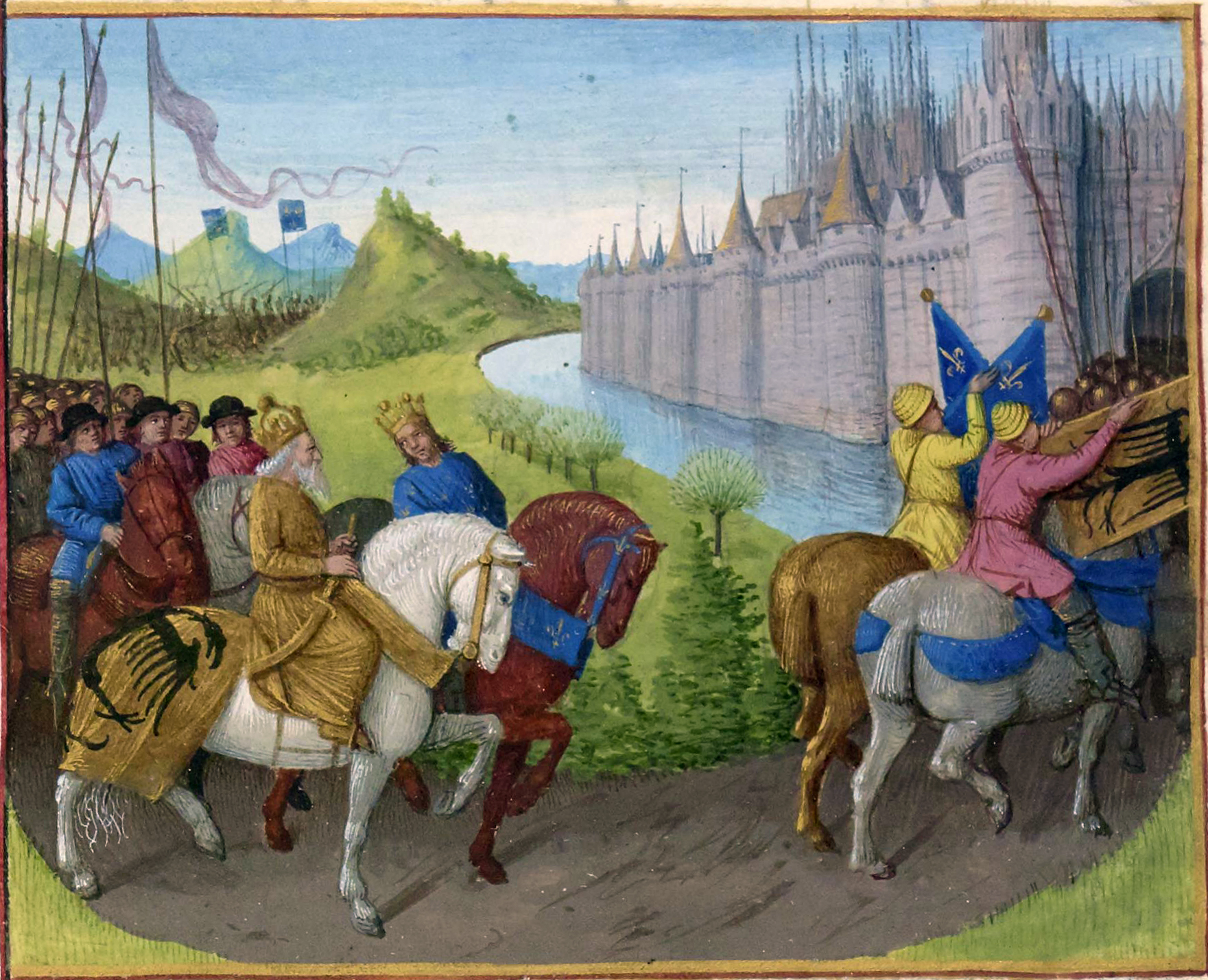
Arrivée des croisés à Constantinople

### Le pèlerinage à Jérusalem
Jérusalem restait pour les chrétiens le centre du monde spirituel terrestre. Le pèlerin pouvait s'y recueillir devant le calvaire du Golgotha et le Saint-Sépulcre. La « vraie Croix » y était vénérée. Parmi les fidèles se répandait même l'idée que le pèlerinage lavait les péchés.
La conquête de la Palestine par les Arabes (Jérusalem fut prise en 638) n'affecta guère les pèlerinages vers les lieux saints ; les Fatimides imposèrent simplement une redevance aux pèlerins. Les dangers à braver en chemin faisaient partie de la spiritualité du pèlerinage. Avec la fin de la piraterie dans la seconde moitié du Xe siècle, le flux des pèlerins s'amplifia. En 1009, le calife fatimide du Caire, al-Hakim, fit détruire le Saint-Sépulcre. Son successeur permit à l'Empire byzantin de le rebâtir entre 1030 et 1048, et les pèlerinages furent à nouveau autorisés.
Ainsi, lors de l'invasion arabe, les chrétiens ne songèrent guère à reprendre le contrôle des lieux saints. L'Occident chrétien n'en n'avait ni la force ni même le désir, et les relations avec les musulmans qui gouvernaient en Terre sainte étaient dans l'ensemble assez bonnes.
À l'approche du millénaire de la mort du Christ (1033), le flot des pèlerins augmenta encore. De nombreux monastères furent construits dans la ville. Les plus riches pèlerins étaient parfois dépouillés par les bédouins, et certains groupes de pèlerins s'organisèrent en véritables troupes armées. En 1045, l'abbé Richard emmenait avec lui sept cents compagnons qui ne purent arriver que jusqu'à Chypre. L'historien Jacques Heers mentionne un pèlerinage d'une troupe importante, conduite en 1064 par Siegfried, archevêque de Mayence, attaquée et presque entièrement décimée à Ramallah par des Bédouins le 25 mars 1065.
Surtout, la prise de Jérusalem par les Turcs Seldjoukides aux Arabes Fatimides en 1071 fait de la Terre sainte un endroit plus dangereux qu'auparavant, ne serait-ce que parce que les nouvelles élites turques converties à l'islam sont moins cultivées, moins tolérantes et plus belliqueuses que les élites arabes. L'historien Robert Mantran indique toutefois que des pèlerinages, dont six entre les années 1085 et 1092, semblent s'être déroulés sans difficultés particulières.

### L'héritage des invasions sarrasines

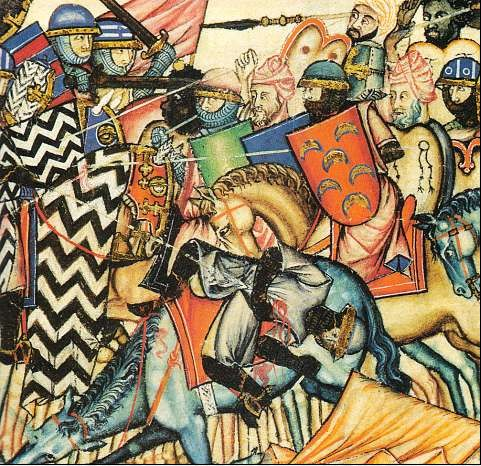
Reconquista. Miniatura de las Cantigas de Santa María.

L'histoire des croisades s'inscrit à la suite d'une longue période de lutte défensive contre les invasions sarrasines.
Dès le VIIIe siècle, la chrétienté occidentale est confrontée à l'expansion de l'islam ; la péninsule ibérique est occupée et le royaume franc est envahi jusqu'à Sens en 725.[1] Une première phase de présence des armées omeyyades est enregistrée entre 719 et 759 dans la province de Septimanie, avec Narbonne pour capitale.
Du IXe siècle au XIe siècle, les côtes méditerranéennes continuent à subir les assauts répétés de bandes armées bien organisées. Malgré l'extension de l'empire carolingien et sa puissance certaine, la Méditerranée reste dominée par la piraterie musulmane. Le contrôle de la Sicile, de la Corse, des îles Baléares et de la péninsule ibérique leur permet une grande mobilité au long des côtes de Septimanie, de Provence, et du sud de l'Italie où ils mènent des raids et des razzias profondément à l'intérieur des terres. Entre 890 et 973, une seconde phase de présence musulmane s'établit en Provence pendant près de 80 ans, au cours de laquelle ils établirent plusieurs camps fortifiés.
Au XIe siècle, l'affaiblissement des structures politiques du califat fatimide permet aux chrétiens la reconquête progressive des terres occupées. La Sicile repasse ainsi sous domination chrétienne dans la seconde moitié du XIe siècle.

### L'appel au secours de l'Empire byzantin face aux Turcs

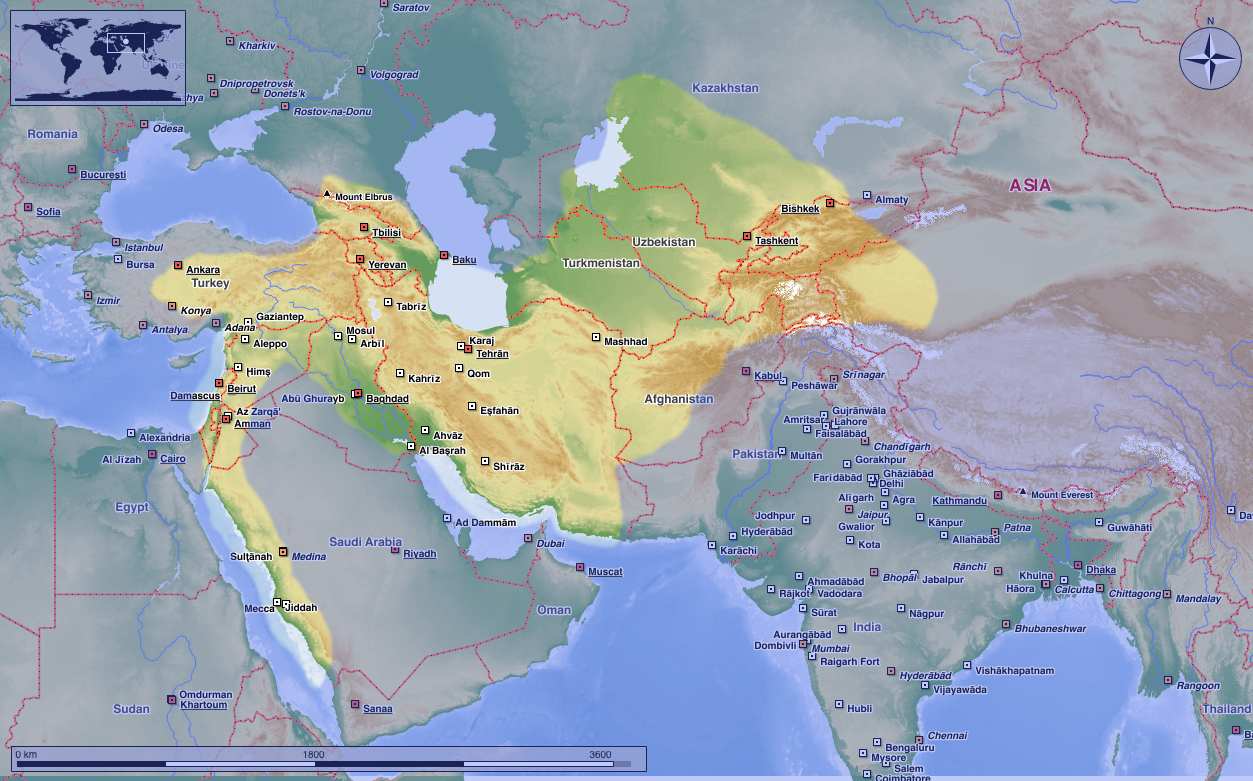
Extension maximale de l'empire des Seldjoukides en 1092 sous Malik Chah Ier

Les Romains d'Orient (dits « byzantins » depuis le XVIe siècle) parlaient grec, étaient chrétiens, mais restaient attachés à la Pentarchie et ne reconnaissent pas la primauté de Rome depuis la querelle du Filioque en 1054 (séparation des Églises d'Orient et d'Occident).
À l'époque de la première croisade, les Byzantins nommaient les Occidentaux « Francs » ou « Celtes », mais les Occidentaux qu'ils connaissaient le mieux étaient les Normands. D'abord employés comme mercenaires, appréciés par les généraux byzantins pour leur courage et leur cohésion, ils s'émancipèrent rapidement. En 1071, ils réalisent la conquête de toute l'Italie du Sud où ils fondent un royaume indépendant. De 1081 à 1085, ils mènent une série d'attaques contre la Grèce sous la direction de Robert Guiscard.
Afin de faire face à ses nouveaux ennemis, les Turcs seldjoukides, l'empereur byzantin demande l'aide de troupes occidentales. Au concile de Plaisance de juin 1095, les ambassadeurs de l'empereur byzantin Alexis Comnène réclament aux Occidentaux une assistance militaire pour lutter contre les Turcs. Byzance n'appelle pas pour autant à la croisade pour délivrer Jérusalem : lutter contre les menaces présumées des Arabes et certaines des Turcs est avant tout une question de défense de l'Empire.
D'ailleurs, si la pénétration des Seldjoukides en Asie mineure byzantine s'était accompagnée de plusieurs pillages et exactions contre les populations locales, en Syrie, déjà sous domination musulmane, l'arrivée des Turcs suscite moins de brutalité et les chrétiens locaux ne semblent pas demander d'aide.

## La création et la défense des États latins d'Orient (Ire-IIIecroisade)

### La première croisade (1095-1099)

#### Contexte

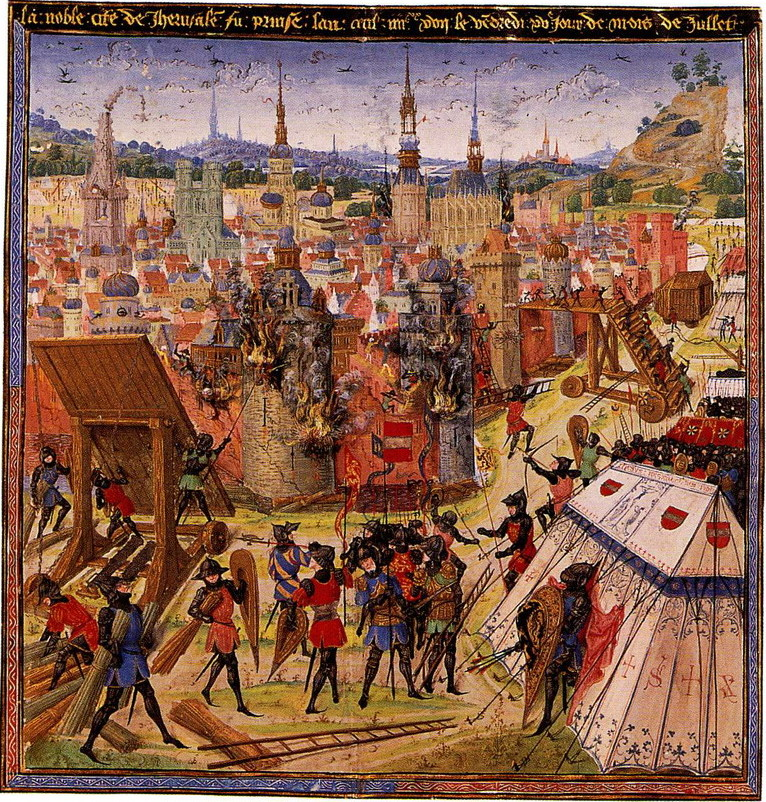
1099 : la prise de Jérusalem. Illustration du XIVe siècle ou XVe siècle

À la fin du XIe siècle, le Proche-Orient est divisé. Au Sud, les Fatimides chiites sont au pouvoir en Égypte et contrôlent une partie de la Palestine. Le reste du Proche-Orient est sous la domination des Seldjoukides, un peuple turc nomade converti à l'islam sunnite au IXe siècle qui a mis fin à l'empire arabe et d'une manière générale à la suprématie des Arabes ; Arabes absents des croisades pour cette raison. En 1055, les Seldjoukides prennent le contrôle du califat abbasside à Bagdad. Après la victoire de Mantzikert en 1071, les Turcs atteignent le Bosphore, mais très tôt, l'Empire seldjoukide est divisé en une série de principautés rivales dont la principale était le sultanat de Roum. La Syrie est aussi divisée en plusieurs États indépendants autour d'Alep, de Damas, de Tripoli, d'Apamée et de Shaizar.
Au Proche-Orient les divisions sont d'ordre religieux et ethnique. Les Turcs sunnites sont minoritaires. La population arabe est de confession chiite, ismaélienne ou chrétienne. Les chrétiens sont eux-mêmes de différentes tendances : orthodoxes, melkites, et monophysites. Il y a des Arméniens en Syrie du Nord. Pour ces populations musulmanes ou chrétiennes, les croisades sont des expéditions militaires de secours après l'invasion musulmane, expéditions auxquelles ils prennent part en faisant entrer les croisés dans Antioche, ou pendant la traversée du Liban avant le siège de Jérusalem[Lequel ?][réf. nécessaire].
L'affaiblissement de l'islam a permis l'essor du commerce par les villes italiennes en Méditerranée. Venise, Bari et Amalfi nouent des liens avec l'Orient, et, Pise et Gênes ont chassé les Sarrasins de la mer Tyrrhénienne. La Méditerranée devient un lac latin. Les villes italiennes créent des comptoirs de commerce fructueux, qu'elles réussiront à conserver après la fin des croisades. Elles détournent à leur profit le commerce entre Orient et Occident. Les croisades sont une étape décisive de l'essor de l'Occident chrétien et du déclin du monde arabe amorcé dès le Xe siècle en Orient.

#### Appel d'Urbain II
Vingt ans après la prise de Jérusalem aux Arabes par les Turcs et six mois après le concile de Plaisance, le pape Urbain II convoque un concile à Clermont en 1095 auquel participent surtout des évêques francs. Un des canons du concile promet l'indulgence plénière, c'est-à-dire la remise de la pénitence imposée pour le pardon des péchés (et non la rémission des péchés) à ceux qui partiront délivrer Jérusalem. Pour clore le concile, au cours d'un célèbre prêche public le 27 novembre 1095, Urbain appelle aux armes toute la chrétienté. Il évoque les « malheurs de chrétiens d'Orient ». Il appelle les chrétiens d'Occident à cesser de se faire la guerre et à s'unir pour combattre les « païens »[réf. nécessaire] et délivrer les frères d'Orient. Il ne cache pas les souffrances qui attendent les pèlerins. À cet appel lancé directement aux chevaliers sans passer par les rois, la foule enthousiaste répond : « Deus lo volt » (Dieu le veut) et décide de prendre la croix, c'est-à-dire fait vœu d'aller à Jérusalem. Le signe de ce vœu est une croix de tissu, symbole de renoncement et d'appartenance à la nouvelle communauté des pèlerins en armes dotés de privilèges. On appelle ceux qui la portent les cruce signati.

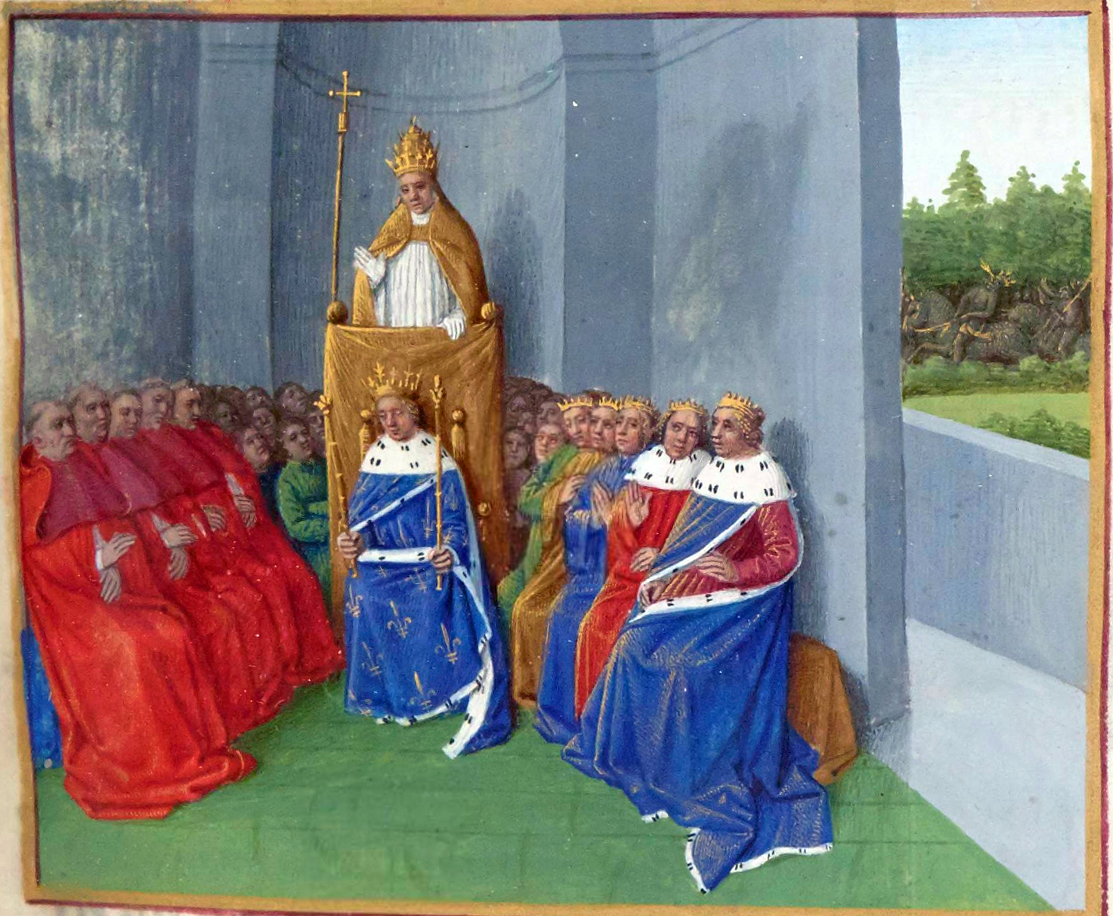
« Saint Urbain II prêchant la croisade », v. 1455-1460

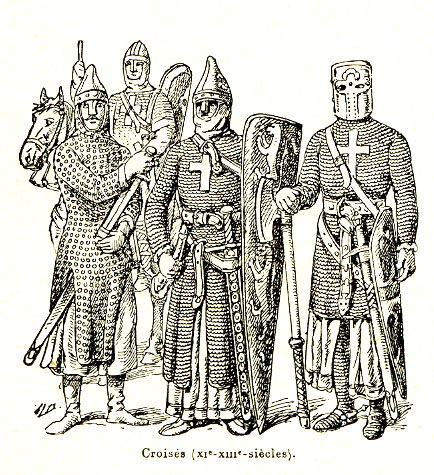
Croisés (Larousse 1922)

Urbain II essaie alors de tempérer l'enthousiasme que son appel a suscité et qu'il juge déraisonnable : les clercs ont interdiction de partir sans le consentement de leur supérieur, les jeunes maris sans celui de leur femme et les laïcs sans celui d'un clerc. Urbain II reste dix mois de plus en Francie occidentale pour y prêcher la croisade. Son appel s'adresse surtout à son milieu d'origine, la noblesse franque du Sud de la Loire. Mais à l'été 1096, les contingents réunis dépassent largement ce cadre. Godefroy de Bouillon, duc de Basse-Lotharingie et son frère Baudouin de Boulogne ont rejoint l'expédition, ainsi que le frère du roi, Hugues Ier de Vermandois, Robert Courteheuse et Étienne de Blois. Bohémond, fils aîné de Robert Guiscard, décide lui aussi de se « croiser ». Le départ est fixé au 15 août 1096.
Le succès considérable, qui parait peu explicable dans l'état d'esprit actuel du moins, pourrait avoir, disent certains, des explications matérielles : le mouvement de paix et le resserrement des liens vassaliques limitent les possibilités d'aventure en Occident. En partant en croisade, le chevalier peut ainsi garder sa possibilité de salut sans renoncer pour autant au métier des armes. Il convient toutefois d'observer que le départ en croisade est très coûteux, certains croisés vendent leurs biens pour s'équiper à cette fin et subissent un préjudice grave du fait de leur longue absence. Jacques Heers précise dans L'islam cet inconnu que les croisés « quittaient leurs biens et leurs familles pour se mettre au service de Dieu »[réf. nécessaire].

#### Croisades populaires
Avant le départ des armées officielles, s'engagent des pauvres en même temps que les chevaliers et les princes de l'Occident chrétien. Enflammée par des prédicateurs marginaux ou illuminés, cette cohorte populaire est d'autant plus galvanisée que ces prédicateurs charismatiques vivent proche des gens modestes et défavorisés. Ainsi s'explique le départ des croisades populaires qui, en échappant au moins partiellement aux autorités ecclésiastiques et leur concession d'indulgences aux combattants, se révèlent subversives.

##### Pierre l'Ermite
De nombreux prédicateurs populaires relaient l'appel de la croisade. Le plus connu est Pierre l'Ermite. Beaucoup attendant l'Apocalypse partent sans espoir de retour avant la date officielle fixée par le pape. Pierre l'Ermite commence sa prédication dans le Berry, puis l’Orléanais, la Champagne, la Lorraine et la Rhénanie, emmenant dans son sillage quinze mille pèlerins, encadrés par des nobles et des chevaliers dont Gautier Sans-Avoir. Arrivé à Cologne le 12 avril 1096, il continue de prêcher auprès des populations germaniques, tandis que Gautier Sans-Avoir conduit les pèlerins en direction de Constantinople.

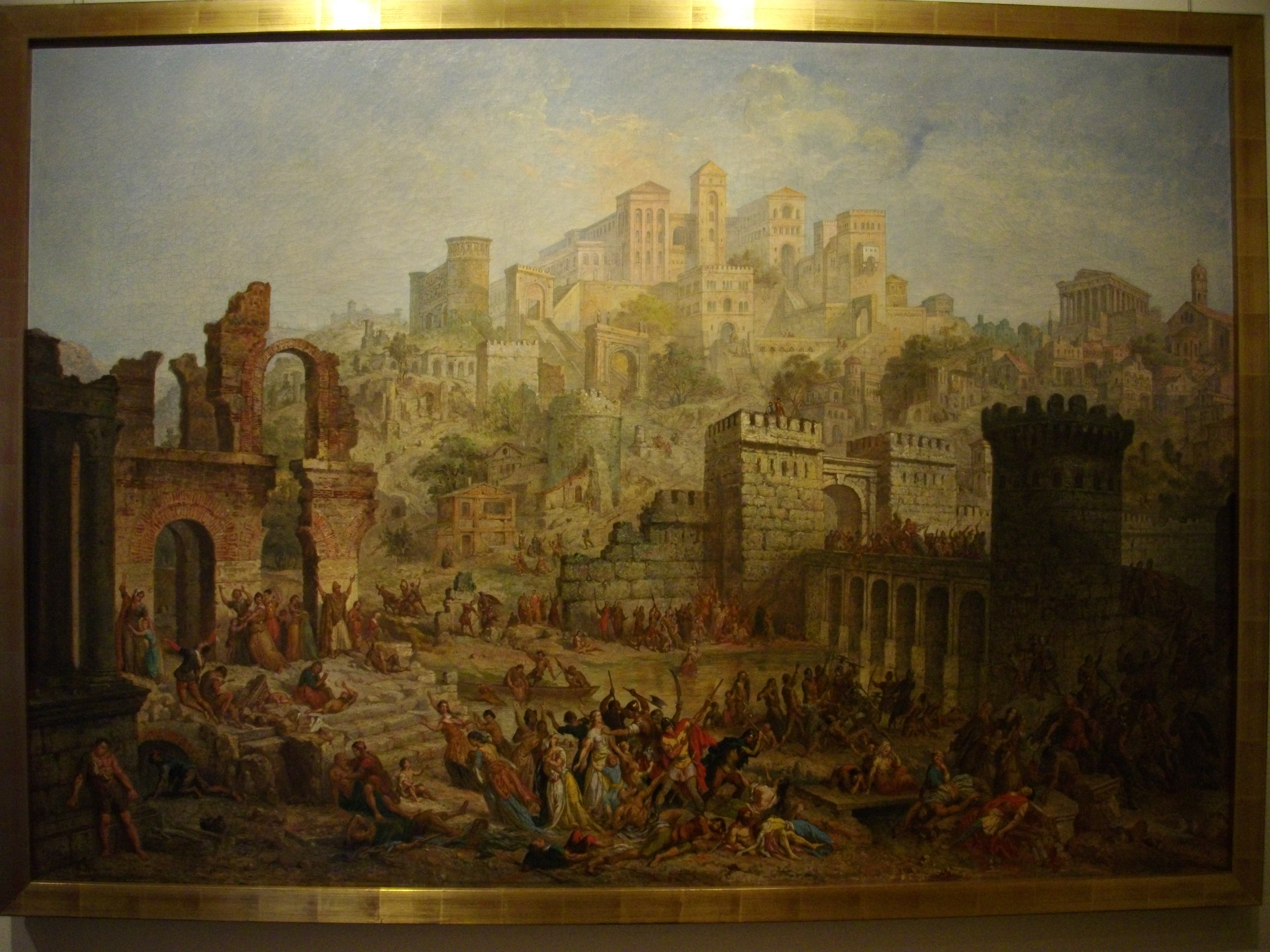
Massacre de Juifs à Metz pendant la Première croisade, A. Migette (1802-1884), Musées de la Cour d'or.

##### Pogroms
Des bandes parties de Rhénanie s'acharnent au départ sur les communautés juives des villes rhénanes, cherchant à les convertir de force. Le refus du baptême est, pour le peuple chrétien, considéré comme une insulte à Dieu pouvant attirer sa colère sur les hommes. Présents depuis des siècles, les Juifs deviennent soudain des étrangers et des assassins du Christ qu'il convient de punir avant de délivrer les lieux saints comme Jérusalem. Peut-être douze mille Juifs ont-ils péri en 1096. Certains évêques protègent la communauté de la ville,. Le pape condamne ces violences. Il ne semble pas que Pierre l’Ermite ait appelé à persécuter les Juifs, mais les terreurs créées par les pogroms commis en Germanie lui permettent d'obtenir des communautés juives des régions qu’il traverse le ravitaillement et le financement des croisés.

##### En chemin
Ayant persuadé un certain nombre de Germaniques à partir, Pierre l'Ermite quitte Cologne à la tête d’environ douze mille croisés le 19 avril 1096 et traverse le Saint-Empire et la Hongrie en suivant le Danube. Sur le chemin, les troupes dirigées par Pierre l'Ermite se livrent à des confrontations locales dans Belgrade et dans le faubourg de Constantinople, incapables de s'acheter par leurs propres moyens leur nourriture. Les groupes partis du Nord de Francie occidentale et de Rhénanie en avril 1096, arrivent sans trop de difficultés à Constantinople quelques mois plus tard. Mais la plupart des groupes germaniques ne sont jamais arrivés à Constantinople, anéantis ou dispersés par les troupes hongroises.

#### Voyage des chevaliers vers Jérusalem

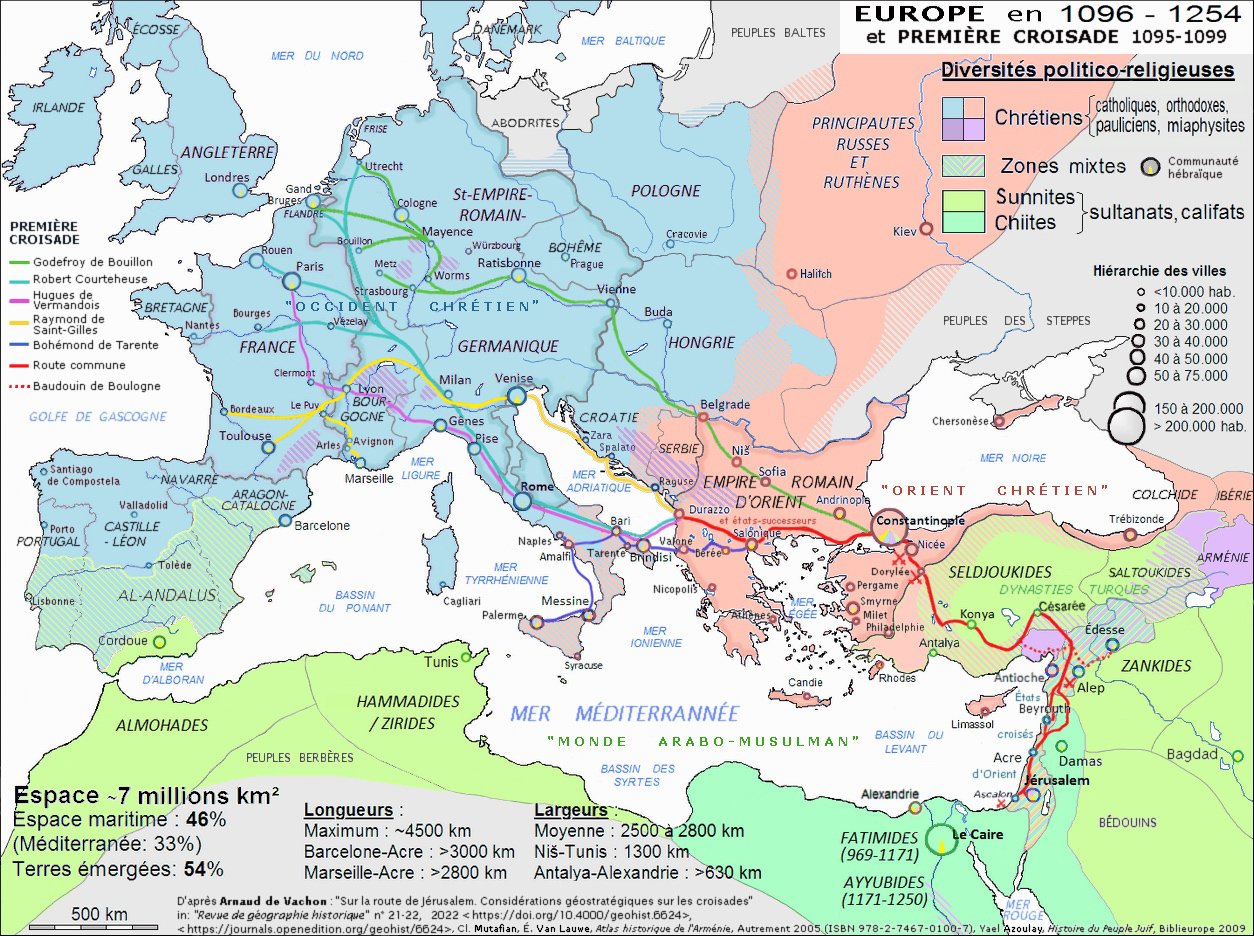
Les différentes routes de la Ire croisade.

Quatre armées de chevaliers partent à la date prévue. Celle de la Francie du Nord et de la Basse-Lorraine, conduite par Godefroy de Bouillon suit la route du Danube. La deuxième armée venant des régions du Sud de la Francie, dirigée par le comte de Toulouse, Raymond de Saint-Gilles, et le légat du pape, Adhémar de Monteil passe par la Lombardie, la Dalmatie et le Nord de la Grèce. La troisième, d'Italie méridionale, commandée par le prince normand Bohémond de Tarente gagne Durazzo par mer. La quatrième, de la Francie centrale, dont les chefs sont Étienne de Blois et Robert de Normandie, passe par Rome.
Si les premières arrivées se passent bien, au fur et à mesure que les troupes croisées arrivent, les incidents se multiplient. Les croisés se livrent à des pillages et à des violences. L'empereur Alexis Ier Comnène cherche à obtenir un serment d'allégeance de la part des chefs croisés, et à rendre à l'empire toutes les terres qui lui appartenaient avant l'invasion turque. La plupart acceptent. Les croisés assiègent Nicée qui est rendue en juin 1097 aux Byzantins. Ils battent plusieurs émirs turcs en marchant à travers l'Anatolie, traversent le Taurie, parviennent en Cilicie et mettent le siège devant Antioche le 20 octobre 1097.

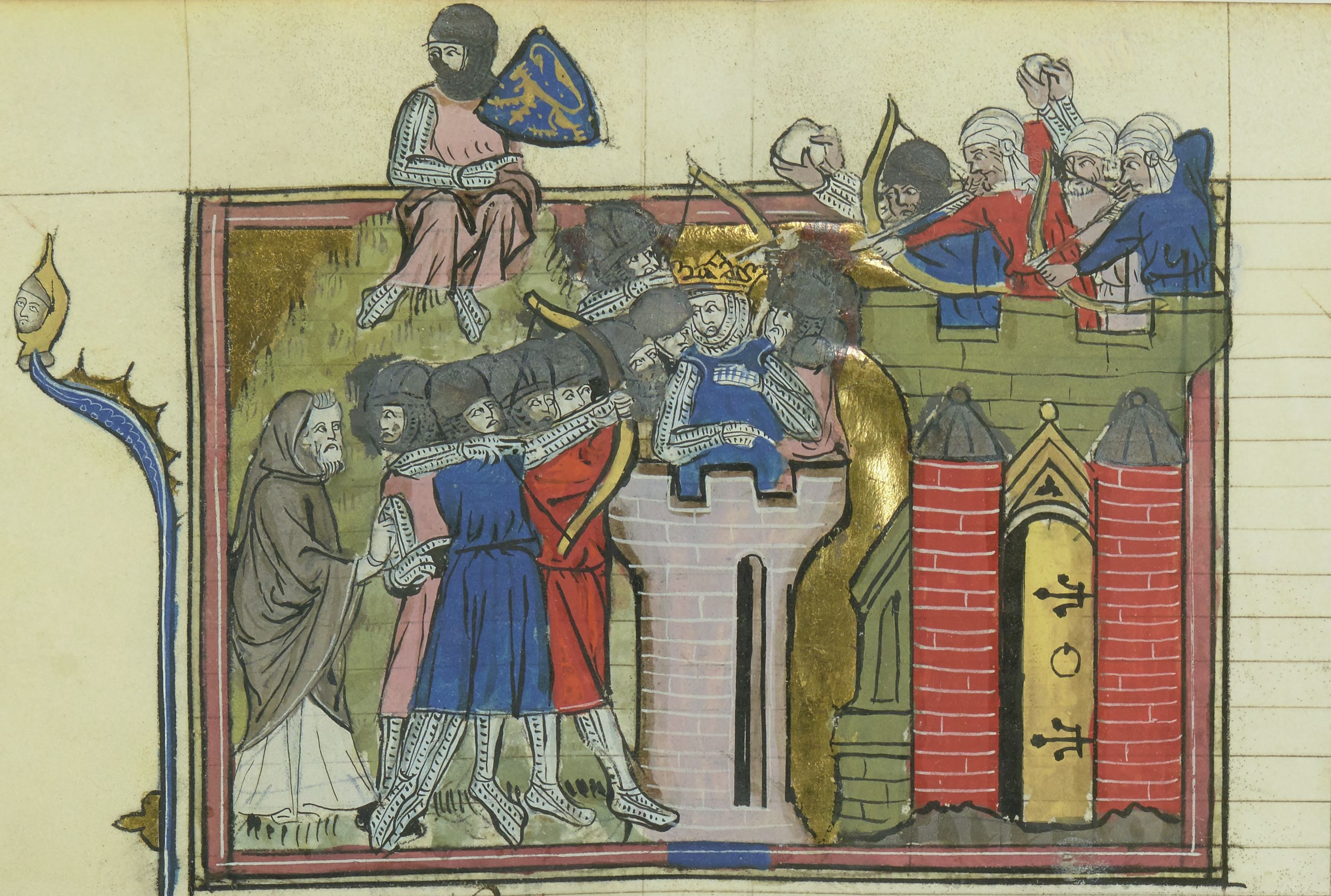
Godefroy de Bouillon dans son château roulant à l'assaut de Jérusalem

Mais, les croisés manifestent de plus en plus d'ambitions territoriales pour leur propre compte. Baudouin de Boulogne aide l'arménien Thoros à secouer la tutelle turque à Édesse et devient son héritier. Le siège d'Antioche est long et difficile. Les croisés développent un fort ressentiment contre les Byzantins qu'ils accusent de double jeu avec les Turcs. Bohémond réussit à faire promettre aux combattants qu'il prendrait possession de la ville, s'il y entrait en premier et si l'empereur byzantin ne venait pas lui-même prendre possession de la ville. Grâce à une complicité intérieure, il parvient à entrer dans la ville. Aussitôt les assiégeants se retrouvent assiégés par les Turcs et subissent un siège très éprouvant. L'armée de secours, dirigée par Bohémond parvient à vaincre les Turcs sans l'aide de l'empereur. Les croisés s'estiment déliés de leur serment de leur fidélité et gardent la ville pour eux.
Pendant l'été, les chefs croisés prennent le contrôle des places-fortes dans les régions voisines d'Antioche. L'historien arabe Ibn al-Athîr (1160-1233) rapporte que de nombreux actes de barbarie ont été perpétrés par de très nombreux croisés fanatisés. C'est le cas lors de la prise de Maarat (Maarat al'Nouman) où la population est massacrée malgré la promesse de Bohémond de laisser la vie sauve à ses habitants. « À l'aube, les Franj arrivent : c'est le carnage. Pendant trois jours ils passèrent les gens au fil de l'épée ».

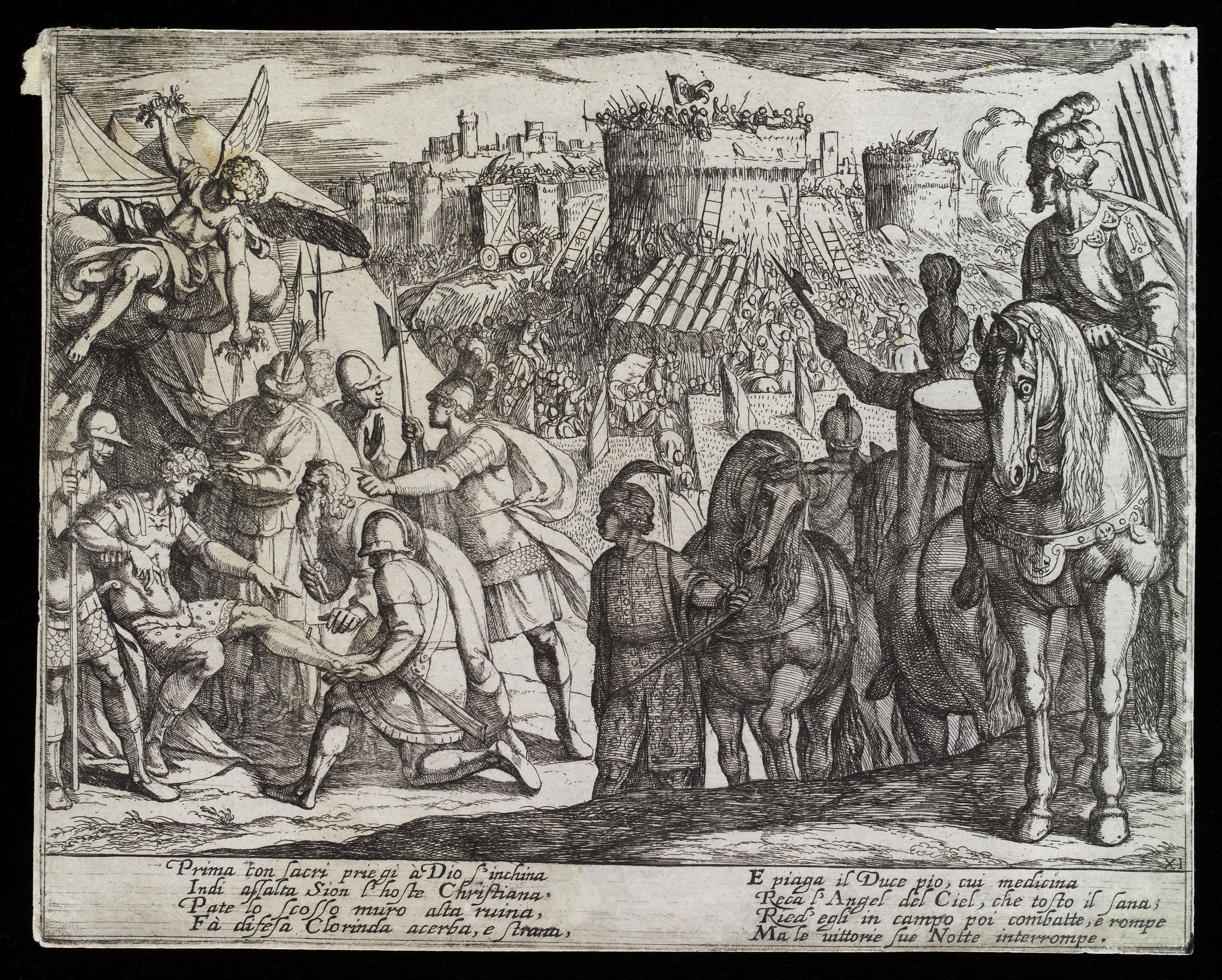
Les Croisés attaquent Jérusalem, Godefroy de Bouillon est blessé, Episodes in Gerusalemme liberata by Torquato Tasso, XVIIe siècle.

Mais le plus terrifiant reste ces actes de cannibalisme rapportés par le chroniqueur franc Raoul de Caen « A Maara, les nôtres faisaient bouillir des païens adultes dans les marmites, ils fixaient les enfants sur des broches et les dévoraient grillés » ou par un autre chroniqueur franc Albert d'Aix : « Les nôtres ne répugnaient pas à manger non seulement les Turcs et les Sarrasins tués mais aussi les chiens ! ». Le supplice de la ville de Maara ne prend fin que le 13 janvier 1099 (soit environ un mois après la prise de la ville), lorsque des centaines de Franj[Qui ?] armés de torche parcourent les ruelles, mettant le feu à chaque maison. Ce terrible épisode contribue à creuser entre les Arabes et les Franj un fossé que plusieurs siècles ne suffisent pas à combler. Les populations paralysées par la terreur ne résistent plus et les émirs syriens s'empressent d'envoyer aux envahisseurs des émissaires chargés de présents pour les assurer de leur bonne volonté, leur proposer toute l'aide dont ils auraient besoin.
L'armée ne prend la route de Jérusalem qu'en janvier 1099. Les chrétiens syriens indiquent la route la plus sûre aux chevaliers latins. Ils descendent le long de la côte, prenant plusieurs villes. Ils prennent Bethléem le 6 juin et assiègent Jérusalem le lendemain. Par une ironie de l'histoire, les Arabes du vizir fatimide Iftikhâr al-Dawla avaient entretemps repris la ville aux Turcs en août 1098. Les croisés manquent d'eau, de bois, d'armes et ne sont pas assez nombreux pour investir la ville. Une expédition à Samarie et l'arrivée d'une flotte génoise à Jaffa leur fournissent tout ce qui leur manque.
Jérusalem est prise le 15 juillet 1099 après un assaut de deux jours. Une fois les croisés entrés dans la ville, de nombreux habitants furent tués jusqu'au matin suivant. Le bilan humain varie selon les sources : pour les auteurs chrétiens, 10 000 morts, pour les musulmans, de 30 000 à 50 000. Le gouverneur de Jérusalem s'était barricadé dans la Tour de David, qu'il donna à Raymond en échange de la vie sauve pour lui et ses hommes. Ils purent se rendre à Ascalon avec la population civile musulmane et juive survivante.

#### Créations des États latins d'Orient

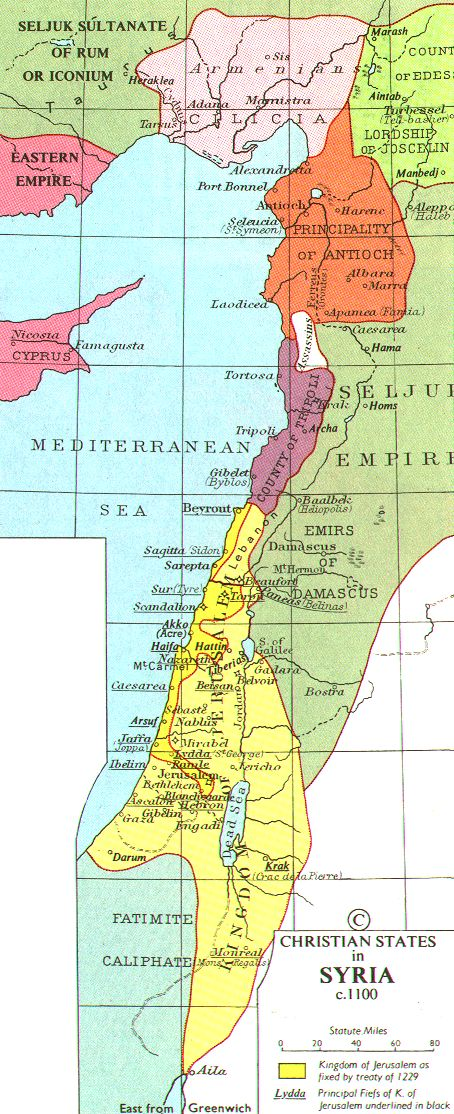
Carte des États latins d'Orient. En jaune clair, le royaume de Jérusalem vers 1100; en orange la principauté d'Antioche et entre les deux le comté de Tripoli.

Un certain nombre de pèlerins après avoir accompli leurs dévotions prirent le chemin de retour. Ils ont délivré Jérusalem, et donc accompli leur vœu. D'autres croisés s'apprêtèrent à rester en Orient. Godefroy de Bouillon fut élu par les siens comme prince de Jérusalem. Godefroy n'a joué aucun rôle décisif pendant la croisade mais les barons préférèrent ce conciliateur sans ambition à l'impétueux et intransigeant Raymond de Saint-Gilles désigné par le pape comme chef militaire de la croisade. Il refusa d'être nommé roi de Jérusalem. Il dit : « Je ne porterais pas une couronne d'or, là où le Christ porta une couronne d'épines ». Il prit alors le titre d'Avoué du Saint-Sépulcre, soit advocatus Sancti Sepulchri, réservant les droits éminents du nouvel État à l'Église. En septembre, il resta seul dans ses nouvelles possessions avec seulement trois cents chevaliers et deux mille piétons. Les établissements francs étaient très isolés les uns des autres et mal reliés à la mer. Jérusalem devint la capitale du royaume latin de Jérusalem qui s'étendait jusqu'à la mer Rouge et à l'isthme de Suez. Repeuplée de chrétiens, elle était le siège des ordres militaires du Temple de Jérusalem et de l'hôpital de Saint-Jean, ainsi qu'un site actif de pèlerinage. Jérusalem devint alors une cité romane. Le Saint-Sépulcre fut reconstruit en 1149. Une citadelle fut édifiée, dite Tour de David. Chrétiens d'Orient et Latins cohabitèrent sans trop de difficultés.
En Occident, la nouvelle de la prise de Jérusalem provoqua le départ de nouvelles armées dépassant parfois le millier d'hommes. Mais faute d'ententes, ces croisades échouèrent toutes en Anatolie, face aux Turcs qui avaient provisoirement refait leur unité. La mer devint alors le seul moyen de communication avec l'Occident. L'archevêque Daimbert de Pise, arrivé à Jaffa avec cent vingt bateaux, se fit nommer patriarche latin de Jérusalem, et suzerain de la principauté d'Antioche et du royaume de Jérusalem, se fit attribuer un quart de Jérusalem et la totalité de Jaffa. Godefroi, de son côté promit aux Vénitiens qui venaient de prendre la ville côtière de Haïfa, le tiers de toutes les villes qu'ils aideraient à conquérir. Des contingents, norvégiens, arrivés eux aussi par bateau, aidèrent également les croisés établis en Terre sainte à occuper les villes de la côte.
Quelques mois plus tard, après la mort de Godefroi, son frère Baudouin, comte d'Édesse, se fit couronner Roi de Jérusalem par le patriarche latin de la ville. Il étendit le royaume de Jérusalem par les conquêtes d'Arsouf, de Césarée, de Beyrouth et de Sidon. De son côté, Raymond de Toulouse fit la conquête, avec l'aide de Gênes du comté de Tripoli. Les marchands italiens, d'abord réticents à l'idée d'une aventure guerrière risquant de détériorer leurs relations commerciales avec l'Orient, commencèrent à voir dans les croisades un moyen d'élargir le champ de leurs activités et d'acheter les produits d'Orient à leur source, sans passer par l'intermédiaire des musulmans ou des Byzantins.
À partir de 1128, l'islam reprit l'initiative autour des souverains de Mossoul, l'atabeg Zengi. Le pape Calixte II songea à organiser une nouvelle croisade pour secourir les Latins d'Orient mais son appel demeura sans suite. Cependant, durant tout le XIIe siècle, des pèlerins, individuellement ou en groupe, accomplirent le pèlerinage vers Jérusalem et secoururent les Francs. Zengi parvint à reprendre Édesse.

### La deuxième croisade (1146-1149)

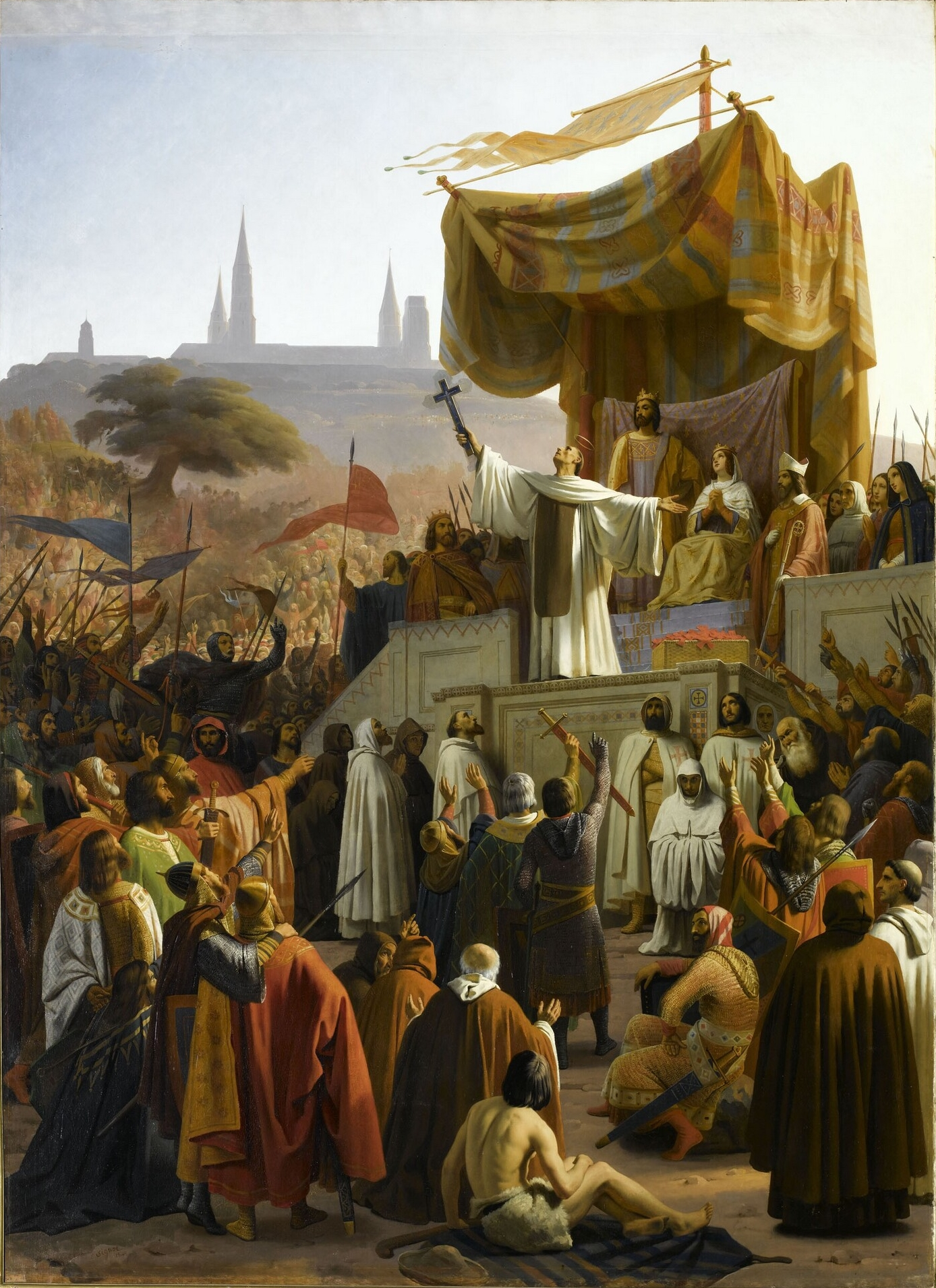
Bernard de Clairvaux prêchant la 2e croisade, à Vézelay, en 1146 (par Émile Signol)

L'initiative de la croisade revient au roi Louis VII. Il désirait se rendre en pèlerinage à Jérusalem pour expier ses fautes. En particulier, un crime dont le souvenir le tourmentait : l’incendie de l'église de Vitry-en-Perthois dans laquelle plus de mille personnes trouvèrent la mort. Il obtient du pape la nouvelle promulgation d'une bulle de croisade, jusque-là sans effet. La prédication revient à Bernard de Clairvaux à Vézelay le 31 mars 1146 puis à Spire. En Germanie, la prédication populaire d'un ancien moine cistercien provoque une nouvelle flambée de violence contre les Juifs que Bernard de Clairvaux parvient à arrêter.

#### L'échec de la deuxième croisade
Les armées franques et germaniques réunissent plus de 200 000 croisés, dont une bonne part d'éléments populaires particulièrement indisciplinés et prompts à la violence, principalement dans l'armée de Conrad III, l'empereur germanique. Une grande partie n'est pas composée de soldats mais de civils : des gens pauvres, qui se sont croisés pour se faire pardonner leurs péchés et assurer leur salut dans la vie éternelle. Il n'est donc guère surprenant que l'empereur germanique ait eu peu de contrôle sur une telle armée. Conrad III part de Ratisbonne en mai 1147 suivant la rive du Danube en direction d’Édesse. Les Francs, ayant à leur tête Louis VII le Jeune, partent de Paris un mois plus tard, soit en juin 1147, par le même chemin que les troupes germaniques. L’indiscipline dans l’armée germanique provoque des incidents dans les Balkans.

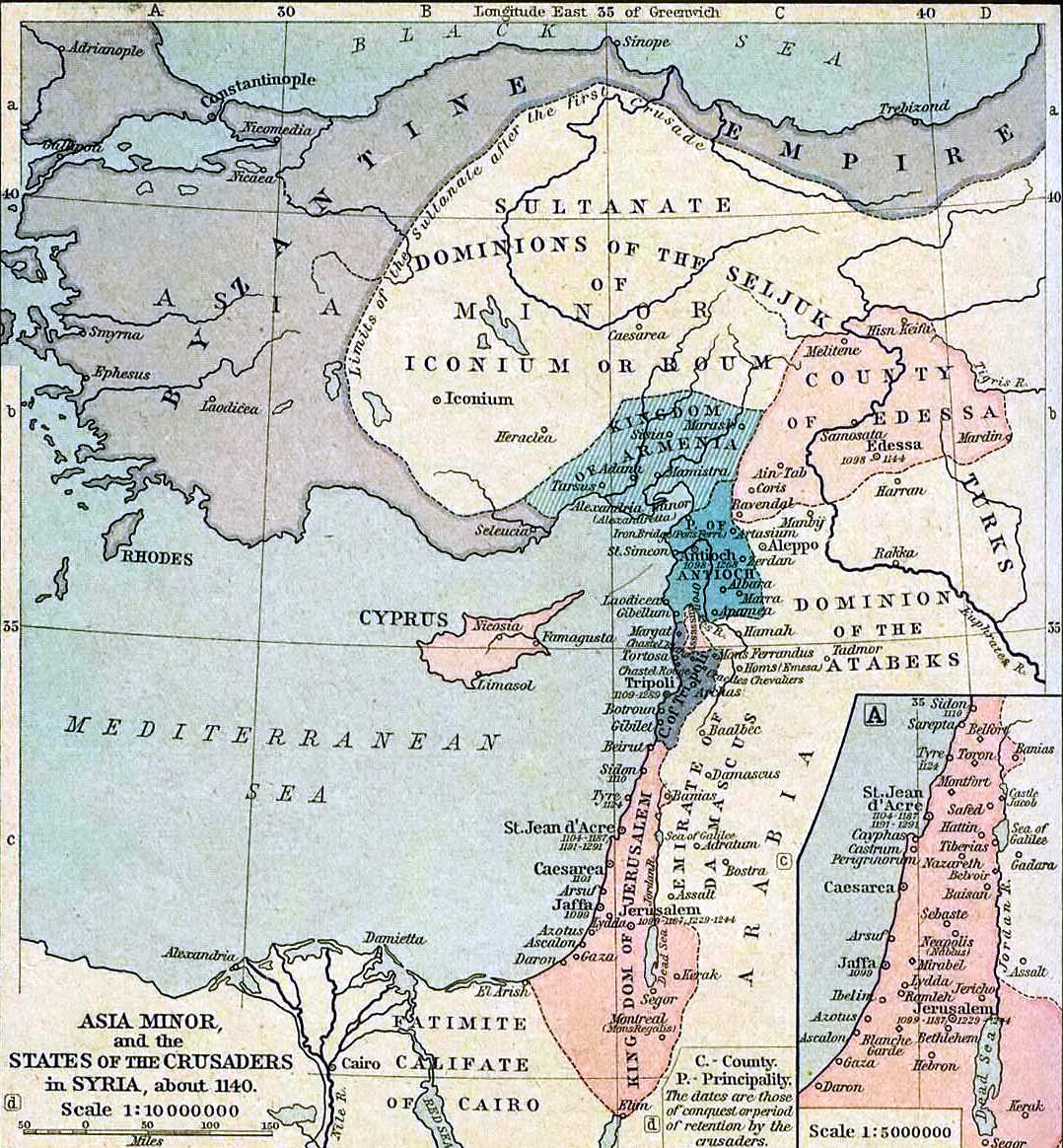
États croisés du Proche-Orient en 1140

À Constantinople, l’empereur byzantin Manuel Ier Comnène souhaite retrouver sa suzeraineté sur Antioche et demande aux deux souverains de lui prêter hommage. Conrad III et Louis VII refusent. Ils perdent donc l’appui et l’aide des Byzantins qui refusent de les approvisionner, ce qui a pour conséquence de compliquer la traversée de l’Asie Mineure. L'empereur de Constantinople, inquiétés par les importants effectifs croisés aux portes de sa cité, les presse de franchir le Bosphore pour rejoindre l'Asie.
Alors que les armées byzantines sont occupées à surveiller les croisés, Roger II de Sicile en profite pour s'emparer de Corfou, de Céphalonie et pour piller Corinthe et Thèbes. C'est l'amiral Georges d'Antioche, émir des émirs, c'est-à-dire premier ministre de Roger II, qui, bien que syrien et orthodoxe, commande la flotte sicilienne opérant les ravages sur les rivages byzantins. La deuxième croisade favorise donc les ambitions normandes dans l'Empire byzantin. Manuel Ier Comnène se résigne à signer un traité avec le sultan de Roum.
Les relations s'enveniment entre Francs et Germaniques, qui décident de cheminer séparément. L’armée de Conrad est battue à Dorylée. Conrad se réconcilie avec Manuel Ier qui lui propose des vaisseaux byzantins qui les emmènent à Acre. Louis VII et son armée, suivent le littoral, mais harcelés dans la vallée du Méandre, et après la bataille du Mont-Cadmos (défilé de Pisidie)  et sa terrible défaite du 6 janvier 1148, ils abandonnent les non-combattants à Antalya. Ces derniers, privés de protection militaire, sont massacrés par les Turcs. À ce moment de l’expédition, les trois quarts des effectifs partis d'Europe ont disparu,,.
Louis VII et Aliénor d'Aquitaine embarquent avec le reste de leur chevalerie vers Antioche. Raymond de Poitiers, prince d'Antioche et oncle d'Aliénor, propose à Louis une expédition contre Alep, en Syrie, qui menace ses possessions. La reconquête d'Édesse, dont la perte a déclenché la croisade, est après tout le but de cette expédition. Contre toute attente, Louis VII soucieux de réaliser son pèlerinage, et ignorant les réalités militaires des États latins d'Orient, refuse. Aliénor qui accorde le soutien de ses barons aquitains à son oncle, menace même de faire annuler leur mariage pour cause de consanguinité (« incident d'Antioche »). Il rejoint donc Conrad à Jérusalem. Leur pèlerinage terminé, certains repartent en Europe ; les deux souverains se laissent entraîner par les barons de Jérusalem dans une expédition contre, non pas Édesse comme prévu, mais Damas en Syrie. Les croisés abandonnent le siège de Damas au bout de quatre jours (24-28 juillet 1148). La deuxième croisade se termine sans aucun résultat. Le prestige de Louis VII est fortement entamé. L’échec de cette deuxième croisade est attribué par l’opinion populaire aux excès de péchés des croisés. L'échec de la deuxième croisade est même reproché à Bernard de Clairvaux car il avait prêché une croisade de pénitence sans se soucier de son organisation.

#### Saladin et la chute du premier royaume de Jérusalem

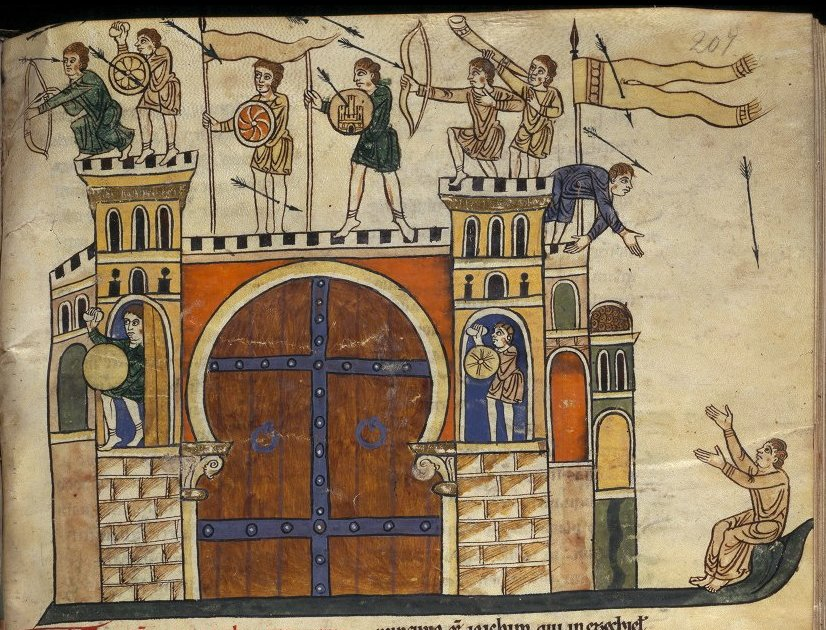
Siège de Jérusalem, copie v. 1175.

Les atabeks de Mossoul ont remis à l'honneur le thème du djihad et étendent leur contrôle de la Syrie. Nur-al-Dîn, le fils de Zengi, s'assure le contrôle définitif d'Édesse. Les chefs des États latins sont obligés de s'allier avec l'Empire byzantin. Les vizirs fatimides se maintiennent en faisant appel soit aux Francs, soit aux Syriens. Finalement, Saladin, qui est un kurde à l'esprit religieux, parvient à devenir vizir du dernier fatimide et, à la mort de celui-ci, devient lieutenant de l'atabek pour l'Égypte et rétablit le sunnisme (1169), réalisant ainsi l'union de la Syrie et de l'Égypte.
Saladin attaque les positions franques. Il cherche à isoler les Latins. Il conclut pour cela des alliances avec les Seldjoukides en 1179, avec l'Empire byzantin et Chypre en 1180. En effet, l'Empire byzantin est menacé en Europe par les Hongrois, les Serbes et les Normands de Sicile et n'a plus les capacités de soutenir ses anciens alliés.
Une trêve avec les Latins est cependant conclue en 1180. Elle est renouvelée en 1185. Saladin en profite pour s'assurer le contrôle d'Alep et de Mossoul. En même temps, de graves dissensions internes minent le royaume de Jérusalem.

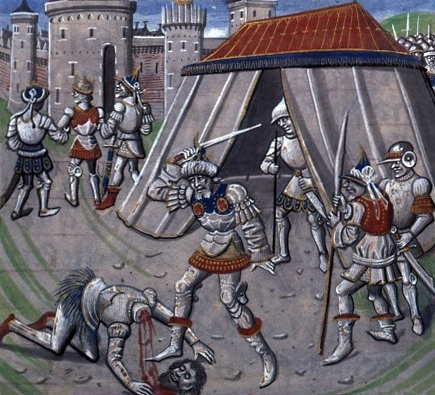
Renaud de Châtillon exécuté par Saladin

Le roi Baudouin IV de Jérusalem est très malade — il est lépreux. La classe dirigeante se déchire sur sa succession. Le royaume de Jérusalem, menacé, ne peut compter sur aucun secours extérieur. À la mort de Baudouin, Sibylle, sœur du roi défunt, et son mari Guy de Lusignan sont couronnés. Raymond III, comte de Tripoli, déçu d'être écarté, demande l'aide de Saladin. Celui-ci refuse dans un premier temps car il vient de renouveler la trêve avec le royaume. Mais Renaud de Châtillon, un seigneur brigand, pille une caravane arabe se rendant à Damas en 1187 et refuse, malgré l'ordre du nouveau roi, de rendre le butin. Saladin proclame la « guerre sainte ».
Lors de la bataille de Hattin, les chevaliers francs sont presque tous capturés et ne sont délivrés qu'en échange d'une rançon ou de leurs châteaux. Renaud de Châtillon, deux cents Templiers ou Hospitaliers sont tués. Les sergents ou piétons sont massacrés ou vendus comme esclaves. Saladin prend l'une après l'autre les places fortes de l'intérieur. Il autorise le départ contre rançon d'une partie des combattants et des habitants vers Tyr pour embarquer vers l'Europe, le reste de la population est livrée à l'esclavage. À Jérusalem, Balian d'Ibelin obtient de Saladin une capitulation honorable permettant le rachat d'un tiers de la population le 2 octobre 1187 (environ 10 000 habitants sont livrés à la déportation et l'esclavage[réf. nécessaire]).
Les proclamations triomphales envoyées à travers le monde musulman y consacrent la gloire du vainqueur. Les établissements sont alors réduits à Tyr et à Beaufort pour le royaume de Jérusalem et à Tripoli, au krak des Chevaliers, à Antioche et à Margat au nord.

### La troisième croisade (1189-1192)

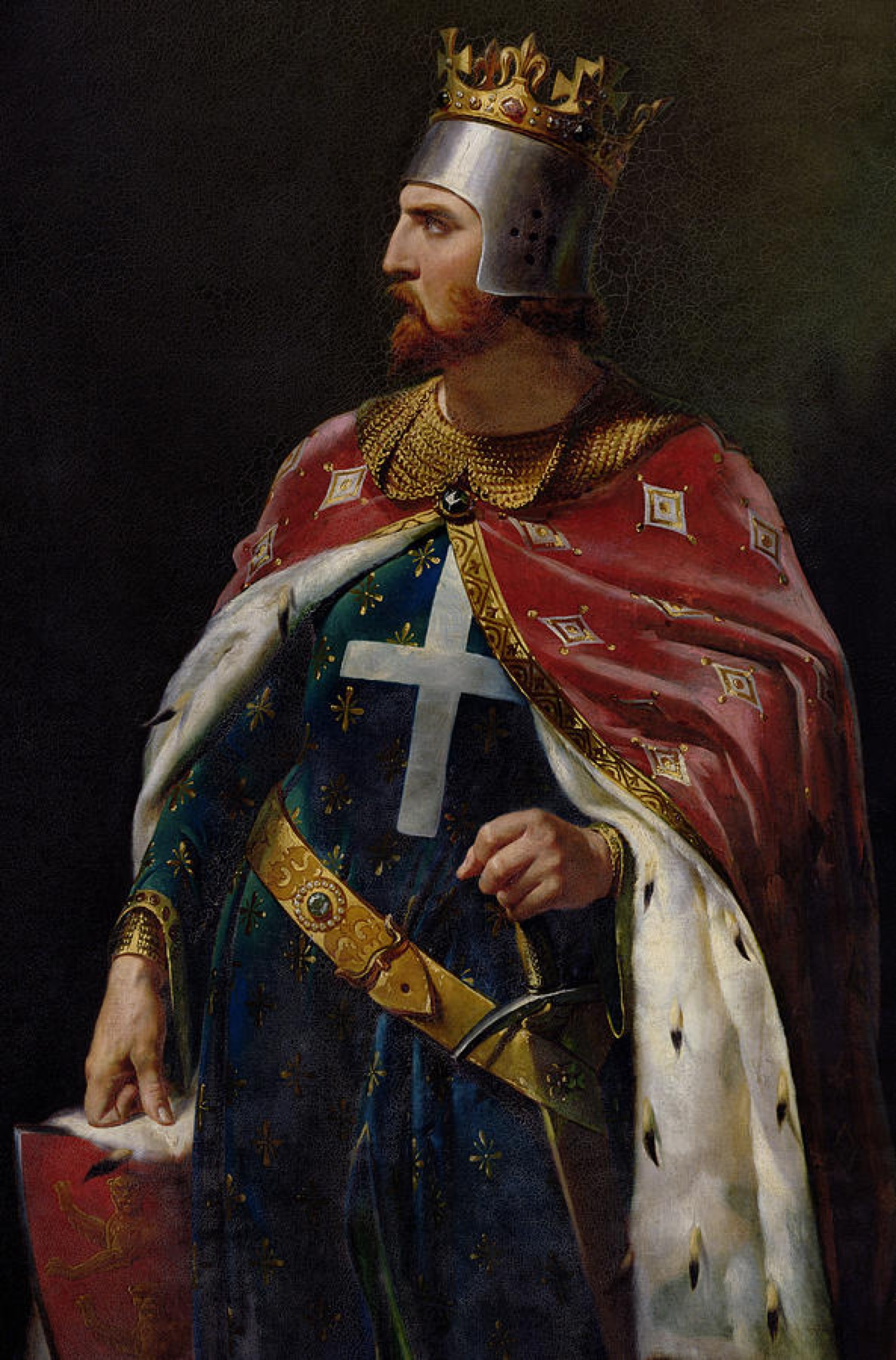
Richard Cœur de lion. Peinture de Merry-Joseph Blondel, 1841

Quand la nouvelle de la prise de Jérusalem par Saladin parvient en Occident, le pape Grégoire VIII lance des appels à une nouvelle croisade et à la paix. Richard de Poitou, futur Richard Cœur de Lion, prend la croix le premier, bientôt suivi par son père, Henri II d'Angleterre et par le roi de France, Philippe Auguste. Dans le même temps, la flotte navale de Guillaume II de Sicile fait voile vers les avant-postes de Tripoli, Antioche et Tyr et assure le ravitaillement des dernières places fortes en armes et en hommes. Le même mois, l'empereur Frédéric Ier Barberousse quitte Ratisbonne avec la plus grande armée croisée jamais rassemblée, au moins 20 000 chevaliers. Il suit la route terrestre.
L'hostilité entre Byzantins et croisés germaniques est très importante et l'empereur Barberousse menace de marcher sur Constantinople. Sous la pression, l'empereur Isaac Ange signe la paix et s'engage à faire traverser le détroit du Bosphore à l'armée germanique. Alors que la traversée de l'Anatolie s'achève, Barberousse se noie accidentellement le 10 juin 1190 dans les eaux du fleuve Saleph, (actuellement Göksu, « eau bleue » en Asie Mineure) et une grande partie de ses troupes retourne en Europe. Quelques centaines de chevaliers germaniques seulement parviennent à Acre.
Un conflit franco-anglais retarde le départ des rois des deux royaumes jusqu'en 1190. Embarquant à Gênes et à Marseille, les troupes de croisés hivernent en Sicile où ils se disputent sur de nombreux sujets politiques et personnels. La prise de Chypre par le roi d'Angleterre assure aux croisés une base proche du lieu des conflits.

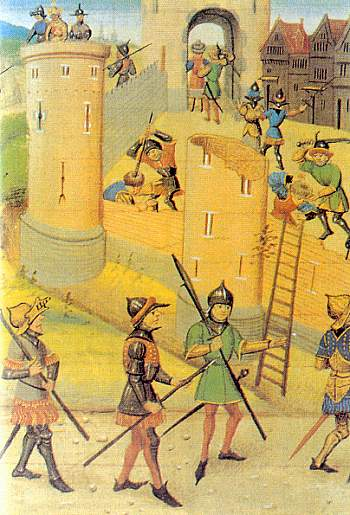
Saladin à l'assaut de Jaffa, Bibliothèque de l'Arsenal

En Terre sainte, le roi de Jérusalem Guy de Lusignan a commencé à assiéger Saint-Jean-d'Acre avec une petite troupe en août 1188. Les deux souverains arrivent à Acre avec la plus grande armée franque jamais réunie. Les troupes de Saladin la tiennent à leur tour dans un demi-siège préjudiciable à ses communications et à son ravitaillement. Mais Saladin ne parvient pas à briser l'encerclement d'Acre et les Francs reprennent la ville aux musulmans le 12 juillet 1192 après deux ans de siège.
L'échec des musulmans tient en partie à leur mode de combat, inadapté à celui de l'armée franque, mais surtout à la lassitude des troupes musulmanes. Les alliés et les vassaux avaient été contraints d'amener des contingents, mais la campagne avait été trop longue et n'avait même pas la perspective d'un butin compensateur.

Les reconquêtes chrétiennes de la troisième croisade.

Après la prise d'Acre, Philippe Auguste retourne en France. Richard Cœur de Lion, resté seul, bat les musulmans à Arsouf. Arrivé à Jaffa en septembre, il passe l'année en Palestine du sud, période durant laquelle il fait reconstruire Ascalon pour fortifier les frontières méridionales du royaume de Jérusalem. Il force l'admiration de l'ennemi par ses prouesses.
Par deux fois (en décembre 1191 puis en juin 1192), il parvient à quelques kilomètres de Jérusalem, mais ne peut reprendre la ville. En effet, il ne peut pénétrer trop longtemps à l'intérieur des terres sous peine de voir ses communications coupées. Il s'occupe aussi de régler les problèmes dynastiques du royaume de Jérusalem. Guy de Lusignan, dont la femme était décédée, conserve le titre royal qui doit revenir à sa mort à Isabelle, l'héritière du trône, et à son époux Conrad de Montferrat. Après avoir signé un traité par lequel Saladin renonce à éliminer les colonies franques de Syrie, il repart pour l'Angleterre en octobre 1192 mais, capturé par Léopold V de Babenberg, duc d'Autriche il est emprisonné pendant un an et demi.
La troisième croisade a empêché la chute de la Syrie franque et permis l'établissement d'un second royaume de Jérusalem, en fait royaume d'Acre, réduit à une frange côtière où les communautés marchandes italiennes jouent un rôle considérable. Les souverains anglais et français se détournent désormais de la croisade. Pour les chevaliers, elle devient une sorte de rite de passage et une institution. En 1194, l'ordre des Trinitaires est fondé par Jean de Matha pour le rachat des captifs prisonniers des musulmans. Il est plus tard confirmé par le pape Innocent III dans la bulle Operante divine dispositionis.
L'empereur Henri VI, fils de Frédéric Barberousse et maître du royaume de Sicile veut reprendre la croisade à son compte dans le but d'imposer sa suzeraineté à l'empereur byzantin et aux royaumes nouvellement institués de Chypre et d'Arménie. Il lance l'appel à la Croisade à Bari en 1195 ; les Allemands se rassemblent en Italie du sud au cours de l'été et débarquent à Acre en septembre 1197. Ils prennent Sidon et Beyrouth et rétablissent la continuité territoriale entre Acre et Tripoli, mais leur armée se disperse immédiatement après l'annonce de sa mort, survenue à Messine le 28 septembre 1197.

## Les croisades duXIIIesiècle, déviation et impuissance

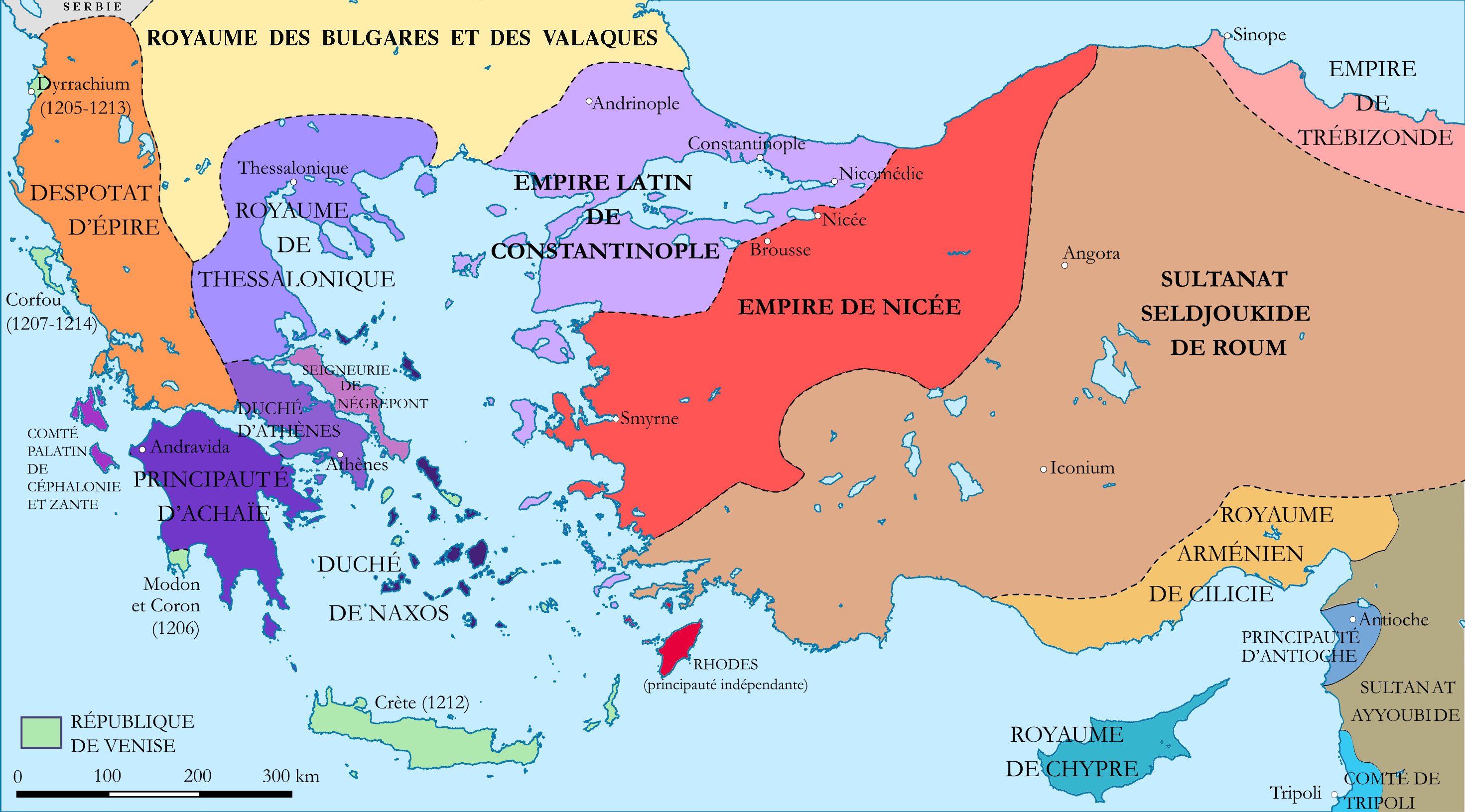
Sultanat de Roum (marron) et Empire latin de Constantinople (violet) vers 1210.

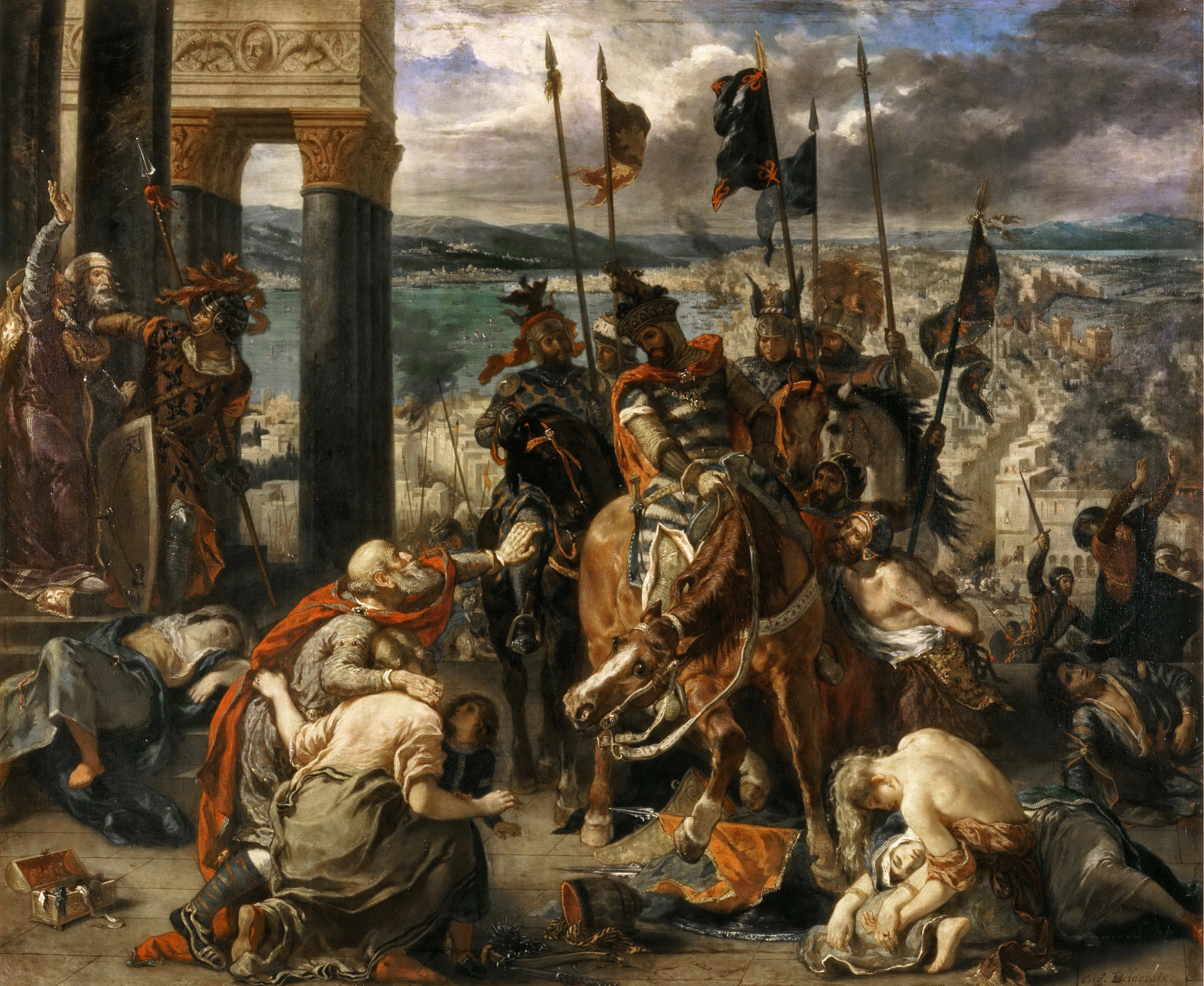
L'entrée des croisés à Constantinople, huile d'Eugène Delacroix (1840)

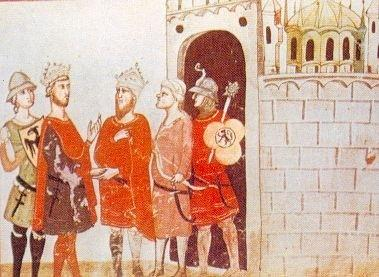
L'empereur Frédéric II et le sultan Muhammad al-Kâmil.

Les années entre 1187 et 1204 marquent un tournant dans l'histoire de l'Orient latin :
- l'arbitrage des rois de France et d'Angleterre à propos de la rivalité entre Guy de Lusignan et Conrad de Montferrat pour le trône crée un précédent qui sera réitéré par la suite : avant le roi était un souverain dont l'accession était contrôlée par les barons du royaume ; après, il sera souvent désigné par la cour de France. Cette évolution amène l'affaiblissement du pouvoir royal devant les autres puissances du royaume, jusqu'à sa disparition vers 1240.
- la perte de l'hinterland, conquise par Saladin, transforme les États latins d'Orient en États côtiers. Avant, la puissance était une puissante terrienne, tenue par la noblesse, après, la puissance sera commerciale, tenue par les marchands et les représentants des républiques italiennes.
- La conquête de Chypre et la création du royaume de Chypre fournissent un refuge possible aux latins d'Orient et des domaines sont distribués aux nobles qui ont perdu une partie de leurs domaines palestiniens. Mais ces nobles, possédant à la fois des domaines chypriotes et palestiniens, vont le plus souvent se consacrer à ceux de Chypre, qui leur rapportent des revenus et délaisser ceux de Palestine qui les obligent à des efforts de défense, ce qui va diminuer les forces défensives du royaume de Jérusalem, et finalement un refus de la noblesse chypriote à combattre hors du royaume.
- Enfin, l'ouverture de nouvelles cibles pour les croisades (Constantinople - 1204, Albigeois - 1209…) a pour effet immédiat la diminution du nombre de croisés qui viennent en Orient : l'empire latin de Constantinople offre plus de domaines à acquérir que la Terre sainte, et le voyage en Albigeois représente un moindre coût pour un bénéfice spirituel identique.

### La quatrième croisade (1202-1204)
La quatrième croisade est appelée par le pape Innocent III en 1202. Dès le début de son pontificat, il souhaite lancer une nouvelle croisade vers les lieux saints d'inspiration purement pontificale. Il forge l'idée de « croisades politiques » qui sera reprise par ses successeurs. Il lève le premier des taxes pour financer les croisades et exprime le premier le droit à « l'exposition de proie », c'est-à-dire le droit pour le pape d'autoriser les catholiques à s'emparer des terres de ceux qui ne réprimeraient pas l'hérésie.

#### La prise de Constantinople par les croisés
La croisade est prêchée en France par le légat Pierre de Capoue et le curé de Neuilly-sur Marne, Foulques de Neuilly, avec beaucoup de succès auprès de la noblesse champenoise. Elle est dirigée par le marquis Boniface de Montferrat.
Mais la IVe croisade ne prend pas le tour prévu par le pape. Les croisés traitent avec Venise. Ils louent une flotte pour 85 000 marcs d'argent pour transporter 4 500 chevaliers, 9 000 écuyers et 20 000 fantassins. Les croisés, qui ne peuvent pas payer leurs voyages aux armateurs vénitiens, sont détournés par eux à Zara (Zadar) sur la côte dalmate qu'ils assiègent et prennent pour le compte de Venise. Le pape excommunie les croisés et Venise mais lève très vite l'excommunication pour les croisés. Philippe de Souabe, beau-frère d'Alexis Ange, fils de l'empereur byzantin déchu Isaac II, promet l'aide de l'Empire byzantin pour la croisade si Isaac est rétabli sur son trône. Ceci est fait en 1203 après un premier siège de Constantinople. Mais Isaac II et son fils devenu Alexis IV sont renversés par le parti antilatin de la ville, dirigé par Alexis Murzuphle. Les croisés s'emparent alors de la cité pour leur compte en 1204. Enrico Dandolo fait désigner Baudouin de Flandre comme empereur d'Orient. Innocent III accepte le fait accompli se satisfaisant des promesses d'union des Églises et de soutien aux États latins d'Orient. Innocent III espère tirer parti des divisions byzantines pour rétablir l'unité de l'Église Mais, informé des excès des croisés, il parle le premier de détournement de la croisade et accuse les Vénitiens. Le concept de déviation est donc contemporain de la quatrième croisade.

#### Les responsabilités
Si Innocent III est à l'origine du dévoiement de l'idée de croisades, la responsabilité de Venise est écrasante dans la prise de Constantinople. La république utilise au mieux les circonstances pour servir ses intérêts. Depuis 1082, elle a obtenu dans l'Empire byzantin des privilèges commerciaux immenses qui ont presque sans arrêt été renouvelés. Mais elle se sent menacée par la concurrence commerciale de Gênes et de Pise qui ont obtenu des avantages semblables, par la piraterie que l'Empire byzantin ne réprime pas et par l'hostilité de plus en plus grande des Grecs. En 1172 et 1182, des émeutes anti-latines ont abouti au massacre et à l'expulsion de marchands italiens.
Attaqué de toute part, l'Empire est en voie de désagrégation. La conquête de Constantinople permettrait aux Vénitiens de circuler dans la mer Noire, jusqu'alors interdite aux étrangers. Les intérêts économiques de Venise la poussent à vouloir dominer Constantinople. Le doge Enrico Dandolo dispose de moyens de pression considérables : les créances des croisés, le « bon droit » d'Alexis IV et les immenses richesses dans la vieille capitale.
En fait, l'empire vénitien sera l'établissement le plus durable de ceux issus de la quatrième croisade. À Venise, échoit un quartier entier de Constantinople, les ports de Coron et de Modon au sud du Péloponnèse et la Crète qui fournit à partir du XIVe siècle, le bois, le blé et les denrées agricoles. Les îles grecques où se sont installées des familles vénitiennes restent plus ou moins dans la mouvance de la Sérénissime.
La déviation de l'idée même de croisade et le pillage de Constantinople chrétienne transforment les ordres militaires en puissances financières et, par là même, politiques.

### La cinquième croisade (1217-1221)

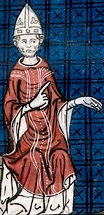
Innocent III, v. 1332-50.

La cinquième croisade est précédée de la croisade des enfants déclenchée simultanément dans la région parisienne, en Rhénanie et dans le nord de l'Italie, peu après l'émotion suscitée, à la Pentecôte 1212, par les processions ordonnées pour aider à la victoire sur les Sarrasins d'Espagne. À la suite d'une vision, le jeune Berger Estienne de Cloyes-sur-le-Loir rassemble des pèlerins et les mène vers Saint-Denis pour y rencontrer le roi Philippe Auguste. À la même époque, d'autres groupes partent de Germanie et se rendent vers les ports de Gênes et de Marseille. Les chroniqueurs mentionnent que certains réussirent à embarquer et qu'ils sont vendus comme esclaves ou bien meurent de faim pendant le voyage. Certains réussissent à gagner Rome. L'empereur Frédéric II fait pendre quelques-uns des trafiquants marseillais compromis dans l'affaire. Malgré un nom (croisade des enfants) qui vient de traductions incertaines et de documents tardifs, ce mouvement affecte peu de véritables enfants ; les participants sont surtout de pauvres gens désireux de donner une leçon aux chrétiens plus favorisés, chez qui l'idée de croisade s'émoussait.

Le delta oriental du Nil

Dans le même temps, Innocent III essaie de convaincre le sultan d'Égypte de restituer Jérusalem aux chrétiens, pour que la paix s'installe entre musulmans et chrétiens. La construction d'une forteresse musulmane sur le mont Thabor, bloquant Acre, le décide à prêcher la croisade au quatrième concile de Latran en 1215. Les armées de la Hongrie, de l'Autriche et de la Bavière s'attaquent d'abord à la forteresse du Mont-Thabor. Puis le 31 mai 1218, l'armée des croisés mouille sa flotte devant Damiette, port situé sur la grande branche oriental du Nil et gardant la route du Caire.
Alors que la ville est assiégée, saint François d'Assise et un de ses disciples se présentent à l'armée musulmane. Ils sont arrêtés comme espions. Ils n'ont la vie sauve que grâce au sultan d'Égypte. Après un long siège, les croisés s'emparent de Damiette le 5 novembre 1219. Après le saccage de la ville, le légat du pape Pélage Galvani les persuade d'attaquer Le Caire. Arrivés près de la ville de Mansourah, ils se retrouvent bloqués par les eaux du Nil que le sultan ayyoubide Al-Kâmil a laissé se répandre dans la plaine en ouvrant les digues de protection ; les croisés doivent capituler sans conditions. Avant de rembarquer, ils rétrocèdent Damiette.

### La sixième croisade (1228-1229)
Lors de son couronnement à Aix-la-Chapelle en 1220, Frédéric II promet au pape de partir en croisade. Mais dans l'Empire, il doit faire face à la résistance des communes lombardes en 1225-1226 et tarde à accomplir son vœu. Entretemps, les croisés déjà arrivés en Orient, après avoir restauré quelques places fortes, commencent à repartir pour l'Occident. Or, la papauté cherche à desserrer l'étau que fait peser l'empereur du Saint-Empire sur ses États pontificaux en éloignant l'ambitieux souverain. Frédéric est donc excommunié par Grégoire IX en 1227 pour ne pas avoir honoré sa promesse de lancer la sixième croisade. Il embarque à Brindisi pour la Syrie l'année suivante alors que son excommunication n'est pas levée. Sa brève croisade se termine en négociations et par un simulacre de bataille avec le sultan Malik Al-Kâmil « le Parfait », avec qui des liens d'amitié s'étaient tissés, et par un accord, le traité de Jaffa en 1229. Il récupère sans combattre les villes de Jérusalem (où le Temple restait aux musulmans), de Bethléem et de Nazareth. Il est ensuite couronné roi de Jérusalem le 18 mars 1229.
Alors que Frédéric II est parti en Orient pour respecter sa promesse de se croiser, le pape lance contre lui une armée financée par une taxe sur les revenus du clergé et les reliquats des sommes prélevées pour la croisade des albigeois. L'Orient latin est remis en selle pour une dizaine d'années.
En 1237, une nouvelle croisade est lancée par le pape Grégoire IX. Cette « croisade des barons » est dirigée par le comte de Champagne, le duc de Bourgogne et Richard de Cornouailles. Elle poursuit la tradition des négociations avec les princes musulmans, en exploitant leurs rivalités. Le comte Richard obtient la restitution d'une grande partie du royaume de Jérusalem (1239-1241), complétant ainsi l'œuvre de Frédéric II.

### Les croisades de Louis IX

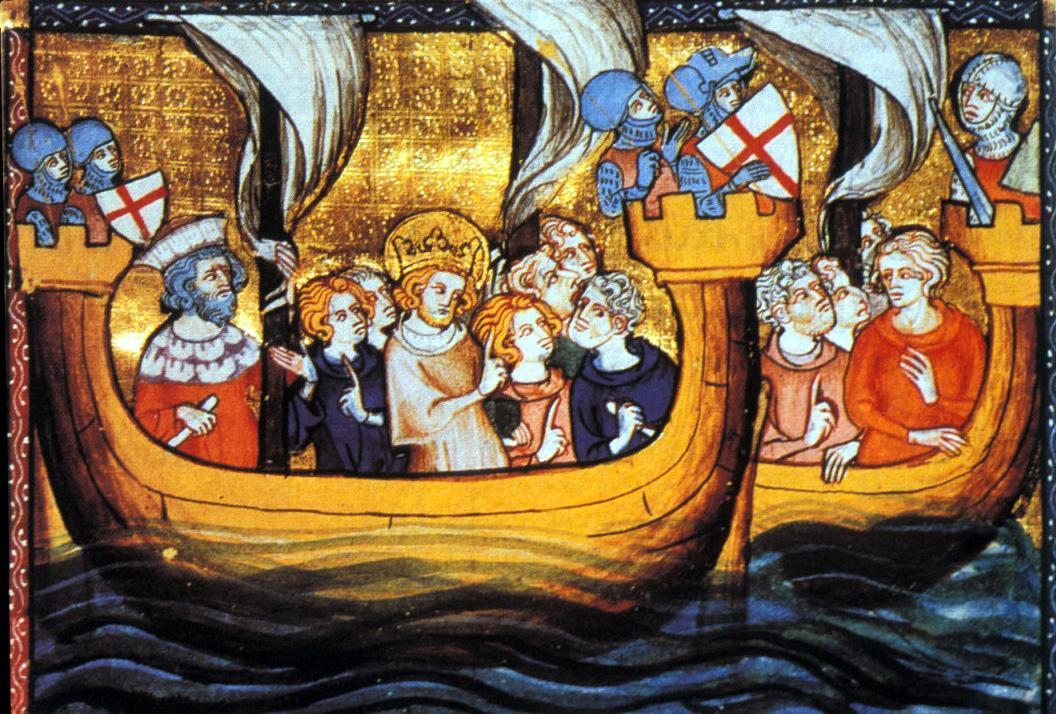
Saint Louis et la septième croisade

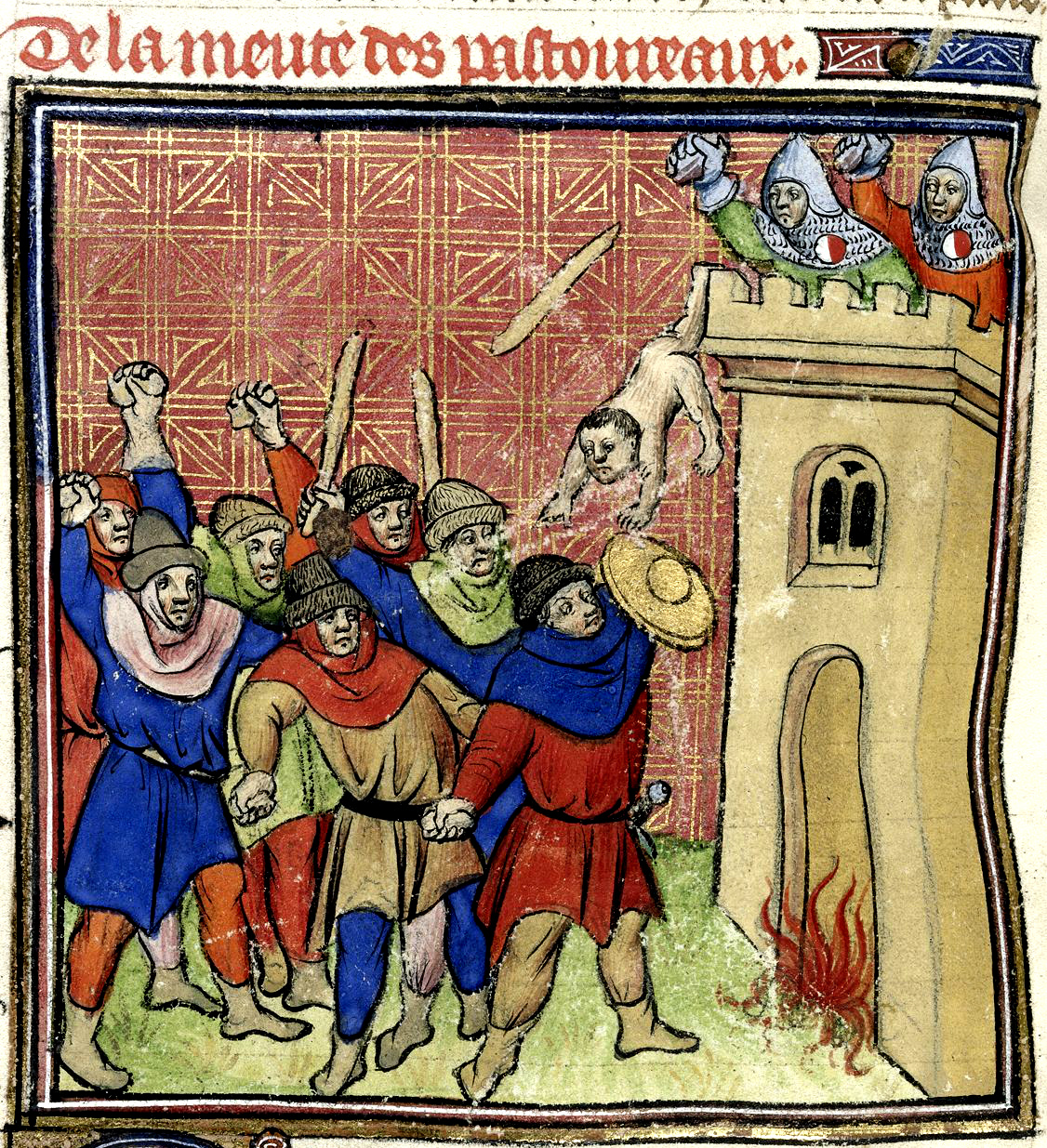
Croisade des Pastoureaux en Languedoc, 500 juifs assiégés, v. 1380-1400, British Library.

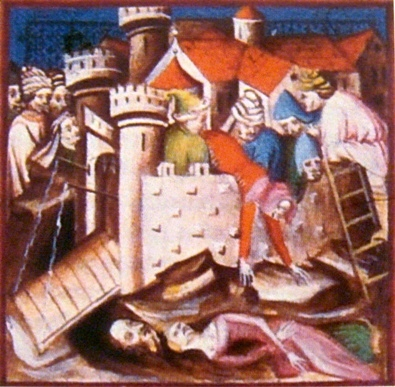
Siège de Saint-Jean-d'Acre, en 1291

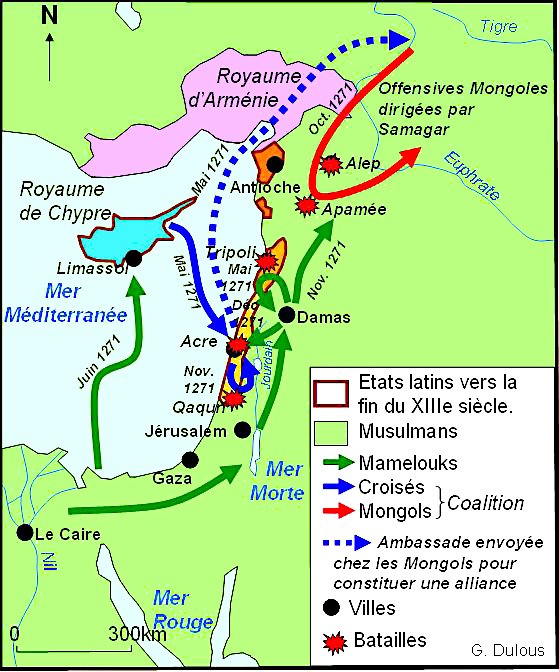
Neuvième croisade

La situation reste confuse en Orient. Les Francs s'allient aux Syriens contre l’Égypte. Les Templiers attaquent l'Égypte en 1243, sont vaincus, et en 1244 les Khwarezmiens (bandes turcomanes au service des Égyptiens) reprennent Jérusalem. Le pape Innocent IV lance un nouvel appel à la croisade. Le roi de France, Louis IX (dit « Saint Louis »), et celui de Norvège décident de prendre la croix mais seul Louis IX part accompagné de barons anglais et du prince de Morée. Il part d'Aigues-Mortes en France et débarque à Chypre en 1248. L'armée croisée s'empare de Damiette en 1249 et entreprend la conquête de l'Égypte. Cette campagne est un lourd échec durant lequel Louis IX est capturé avec ses hommes en 1250. Les succès de l'armée égyptienne, principalement composée des mamelouks a pour conséquence l'arrivée au pouvoir de ces derniers qui massacrent les derniers ayyoubides.
La captivité de Louis IX provoque la croisade des pastoureaux à l'initiative d'un certain Job, ou Jacob ou Jacques, moine hongrois de l'ordre de Cîteaux qui prétend avoir reçu de la Vierge Marie une lettre affirmant que les puissants, les riches et les orgueilleux ne pourront jamais reprendre Jérusalem, mais que seuls y parviendront les pauvres, les humbles, les bergers, dont il doit être le guide, un peu dans l'esprit de la précédente « croisades des enfants ».
Des milliers de bergers et de paysans prennent la croix, et marchent vers Paris, armés de haches, de couteaux et de bâtons. Sur la route, les pastoureaux accusent abbés et prélats de cupidité et d'orgueil, et s'en prennent même à la chevalerie, accusée de mépriser les pauvres et de tirer profit de la croisade. Les juifs sont molestés et certains tués. Des villes sont pillées. Il s'ensuit une féroce répression et seuls quelques rescapés parviennent jusqu'à Marseille et s'embarquent pour Saint-Jean-d'Acre, où ils rejoignent les croisés.
Pour être libérés, les prisonniers du sultan d'Égypte doivent verser une lourde rançon et abandonner Damiette. Louis IX séjourne ensuite plusieurs années en Terre sainte pour mettre en état de défense les territoires conservés par les Francs. Dans le même temps, il noue des relations diplomatiques avec le successeur de Gengis Khan, Kubilaï, croyant à l'intérêt d'une alliance pouvant prendre l'Islam à revers.
Louis IX négocie des trêves avec les princes musulmans avant de repartir pour la France en 1254. Cette conciliation est de courte durée. Les États latins d'Orient sont de nouveau menacés par les Égyptiens.
Urbain IV appelle à une huitième croisade. Les croisés partent de 1265 à 1272. Ils consacrent leurs efforts à aider les Francs d'Acre à défendre leurs dernières places. Pour Louis IX, cette huitième croisade est un pèlerinage expiatoire. Il se dirige vers Tunis car il espère convertir au christianisme l'émir hafside al-Mustansir et, peut-être, faire de la Tunisie une base d'attaque vers l'Égypte mamelouke qui contrôle alors la Terre sainte. Il apparaît très vite que l'émir n'a aucune intention de se convertir. La dysenterie (ou le typhus) fait des ravages dans les troupes. Louis IX, touché à son tour, meurt, le 25 août 1270 à Carthage. En Orient, Édouard d'Angleterre parvient à amener le sultan à accorder une nouvelle trêve aux Latins.
Le deuxième concile de Lyon, présidé par Grégoire X en 1274 décide d'une nouvelle croisade. Mais les hésitations des princes et les lenteurs de la préparation font qu'elle n'a jamais eu lieu. Après la chute de Tripoli en 1289, Nicolas IV proclame une autre croisade. Mais elle échoue à sauver Acre en 1291. À partir de cette date, il n'y a plus d'États latins en Orient. Les Latins sont ainsi privés d'une base commerciale importante.

## Les structures de la croisade

### Organisation et idéologie de la croisade
L'initiative de la croisade revient le plus souvent au pape, plus rarement à un souverain. Ainsi en 1267, Louis IX se croise de lui-même après en avoir informé le pape. Le pape prêche lui-même la croisade ou en confie la prédication à des clercs autorisés. Au XIIe siècle, il faut souvent freiner l'ardeur des prédicateurs populaires à l'origine de nombreux excès. De la IIe à la IVe croisade, la prédication de la croisade est confiée à l'ordre cistercien.
Le pèlerin reçoit des privilèges spirituels et matériels constituant le statut du croisé. Lors de la première croisade, Urbain II promet à celui qui meurt en chemin ou au combat la rémission des péchés, à ceux qui accomplissent le vœu de croisade l'indulgence plénière.

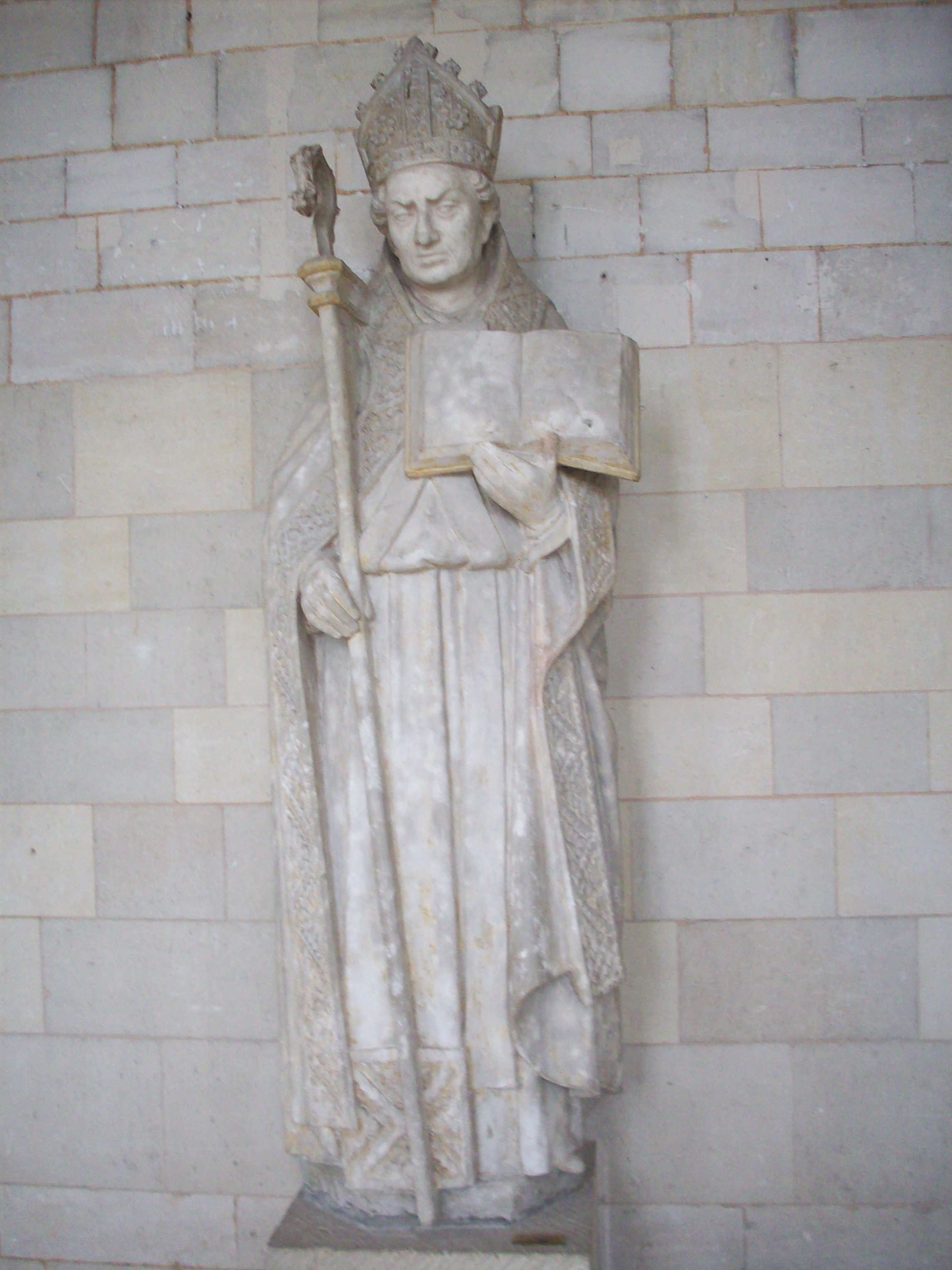
« La guerre juste » de Saint Augustin, statue, XVe siècle

Au IVe siècle, saint Augustin avait exprimé une théorie de la « juste guerre » à laquelle l'Église s'était ralliée. Au IXe siècle, les papes s'étaient efforcés de créer les « milices du Christ » pour protéger Rome, menacée par la seconde vague d'invasions. Le pape Jean VIII accordait même l'absolution à ceux qui étaient prêts à mourir pour la défense des chrétiens contre les Sarrasins en Italie. À partir de la fin du Xe siècle, l'Église s'efforça de christianiser les mœurs guerrières des chevaliers en leur proposant entre autres de combattre les Sarrasins aux frontières de la chrétienté, en Espagne.
En 1063, dans une lettre envoyée à l'archevêque de Narbonne, le pape écrivit que ce n'était pas un péché de verser le sang des infidèles. Ce document innovait en affirmant que prendre part à une guerre utile à l'Église était une pénitence comme l'aumône ou un pèlerinage. Le succès n'avait pas été au rendez-vous, mais l'Église autorisait, voire encourageait désormais la défense armée globale des chrétiens contre les attaques des musulmans, et y autorisait la participation des chevaliers francs. Les royaumes frontières étaient devenus les vassaux du Saint-Siège, atout important dans la lutte des papes contre le Saint-Empire romain germanique.
À partir d'Innocent III, les canonistes élaborent une doctrine cohérente de la croisade. Ils justifient ainsi la guerre sainte, pourtant contraire au message évangélique, en arguant que les infidèles ont occupé la Terre consacrée par la mort du Christ et maltraité des chrétiens. La guerre de conquête et les conversions forcées sont justifiées par l'impossibilité qu'ont les missionnaires chrétiens de propager la parole de Dieu en terre musulmane. Il faut donc la conquérir pour pouvoir annoncer l'Évangile. Les canonistes fixent aussi une hiérarchie des indulgences suivant le temps passé en Terre sainte : deux ans pour une indulgence plénière. Avec le quatrième concile du Latran, l'indulgence plénière est étendue à ceux qui contribuent à la construction de bateaux pour la croisade alors que jusque-là seuls les combattants en bénéficiaient. C'est un appel direct aux armateurs de villes italiennes. Les décisions ont comme but d'associer toute la chrétienté à l'idéal des croisades et non pas seulement les combattants. Il suffit pour cela d'aider financièrement à l'organisation de la cinquième croisade. En proposant à tous les fidèles de participer à la croisade par la prière, le don ou le combat, le pape inaugure la spiritualisation de la croisade.

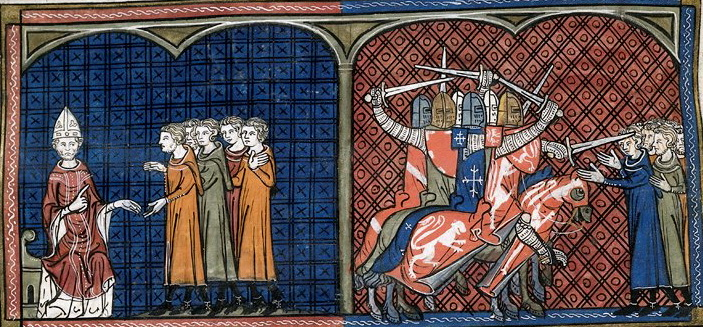
Croisade des albigeois, Languedoc

La bulle quantum praedecessores stipule que le croisé, sa famille et ses biens sont placés sous la protection de l'Église. Il est pendant son voyage exempté de taxes, d'aide, de péages. Le paiement de ses dettes est suspendu jusqu'à son retour. Le pouvoir civil proteste contre cet empiétement de l'Église qui le prive de soldats et de revenus. D'ailleurs dès la première croisade, Urbain II précise que le vassal doit obtenir l'aval de son seigneur afin de diminuer les conflits. Après l'échec de la IIe croisade, le statut de croisé est le plus souvent attribué à des hommes en armes. Au XIIIe siècle, la croix est donnée à des femmes, des enfants, des vieillards qui doivent alors racheter leur vœu.

### Financement des croisades
Le financement varie lui aussi avec le temps. Lors de la première croisade, les croisés doivent financer eux-mêmes leur voyage. Beaucoup gagent des terres auprès des ordres monastiques dont les propriétés foncières augmentent. Là encore, il s'agit d'une entorse au droit féodal car en théorie le fief ne peut revenir qu'au seigneur. Au cours du XIIe siècle, le seigneur en vient à exiger l'aide de ses vassaux. Les rois de France lèvent des contributions en 1166, 1183 et 1185, un ou deux deniers par livre de biens pour la défense des terres franques en Orient. La dîme saladine de 1188 est le véritable premier impôt levé sur les biens meubles et les revenus en France et en Angleterre.

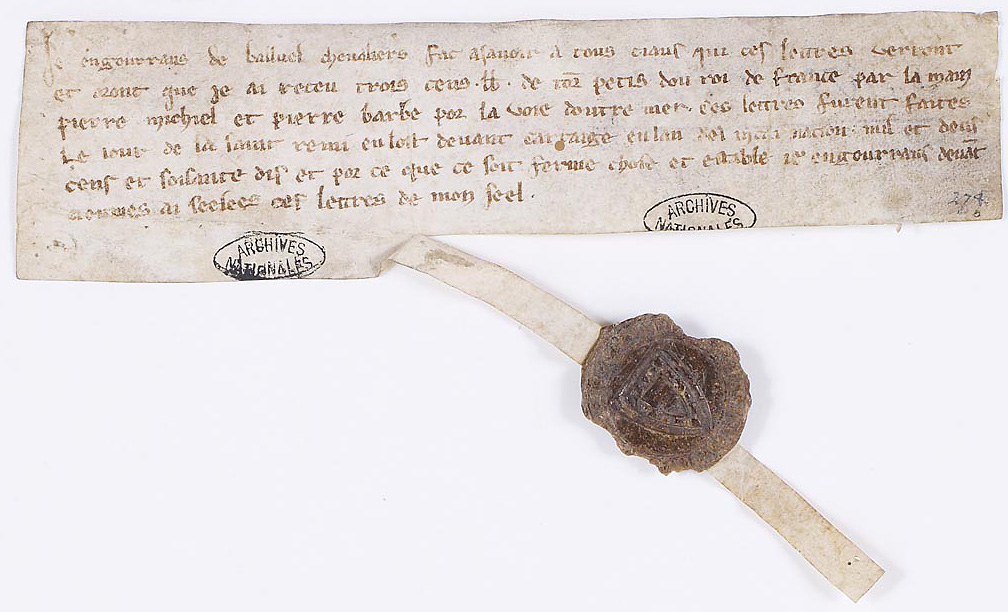
Quittance délivrée aux officiers du roi par le chevalier Enguerran de Bailleul pour le paiement des gages qu’il a reçus à l’occasion de la Croisade, octobre 1270, Archives Nationales - AE-II-278

De son côté l'Église passe de la collecte des dons à la taxation. C'est Innocent III qui impose pour la première fois le clergé. En 1199, il décide de prélever un quarantième des revenus de l'ensemble du clergé et un dixième pour les cardinaux, d'où le nom de décimes. Le quatrième concile du Latran, qu'il préside, décide par ailleurs de frapper les revenus ecclésiastiques d'un impôt d'un vingtième et les biens du pape et des cardinaux d'un impôt d'un dixième. La décime devient courante au XIIIe siècle. Elle entraîne la création d'une administration financière spécialisée. Ce sont les légats qui en contrôlent la levée, ainsi que les autres ressources : legs, rachat de vœux, dons assortis d'une indulgence proportionnelle.
Si dans l'ensemble, les sommes sont consacrées à la croisade, toutefois il y a parfois des détournements. Le reliquat de la décime versée par le clergé français pour la croisade des Albigeois est même utilisé pour mener la guerre contre Frédéric II. Ce « détournement » affaiblit la cause de la croisade.

### Acheminement des troupes et ravitaillement
Lors des deux premières croisades, les croisés empruntent la route terrestre et traversent l'Empire byzantin. L'empereur s'engage à assurer des marchés approvisionnés le long du parcours. En terre byzantine, les croisés connaissent des problèmes de change, les changeurs byzantins leur proposant des taux défavorables. Lors de la traversée de l'Anatolie, il faut prévoir vingt jours de vivres. Mais les attaques des Turcs et le manque d'eau provoquent des pertes considérables parmi les bêtes et les hommes. De ce fait lors de la troisième croisade, deux des trois souverains choisissent la voie maritime.
La route maritime est ancienne. Dès la fin du XIe siècle, les pèlerins scandinaves et anglais gagnaient la Terre sainte en contournant la péninsule Ibérique. D'ailleurs le seul succès de la deuxième croisade a été la prise de Lisbonne par des croisés anglais et flamands. Au XIIe siècle, Gênes, Pise puis Venise commencent à ravitailler les États latins et ceci dès la fin de la première croisade. Les cités maritimes italiennes aident à la prise de ports. Elles transportent régulièrement des pèlerins. Lors de la IIIe croisade, Gênes s'engage à assurer le passage de six cent cinquante chevaliers, mille trois cents écuyers, autant de chevaux et le ravitaillement pour le compte de Philippe Auguste. Au XIIIe siècle, les accords entre les ports italiens et les croisés portent plutôt sur la location de bateaux.
Les croisades permettent le développement de l'activité commerciale des cités italiennes. En échange de l'aide de Gênes, les barons francs attribuent aux Génois une part de butin, un quartier ou fondouk, l'exemption des taxes dans les villes conquises. Outre au transport et au ravitaillement des États latins, les comptoirs servent de support aux importations en Occident des produits de luxe de l'Orient comme les épices, aux exportations en Orient de draps de laine, d'armes, de bois et de fer. L'Orient devient ainsi le champ des rivalités entre Gênes et Venise. Après la quatrième croisade et la prise de Constantinople par les croisés, Gênes est exclue des terres byzantines. La cité offre donc son appui à Michel VIII Paléologue qui, redevenu maître de Constantinople, donne à ses alliés le monopole du commerce en mer Noire.
Afin d'éviter d'avoir à changer leur monnaie à un taux désavantageux, les croisés utilisent un système d'escompte. Les Templiers versent en Syrie l'argent dont Louis VII a besoin et se font rembourser à Paris. Les croisades permettent ainsi de développer les activités bancaires.
Pour aider qui prend le chemin d'une croisade il existe toute une littérature de traités, de guides. Au début, ces traités étaient surtout d'ordre spirituel. Ils décrivaient ce qu'est une guerre juste, par exemple. Mais, à partir de 1270 et autour du siège de Saint-Jean-d'Acre (1291), ils deviennent concrets et donnent des conseils pratiques, stratégiques ; ils deviennent des manuels. Ces traités n'ont pas d'uniformité dans leurs formats. Il n'y a pas de catégories stables, et tout se mélange au gré des expériences. Leur seul trait commun est que à partir de 1270 ils privilégient le vécu sur la théorie. Certains décrivent les ports, d'autres les armements locaux, les financements de la guerre, d'autres encore les routes de ravitaillement pour Chypre, Rhodes ou l'Arménie. Ils décrivent aussi les climats, la topographie, présentent les populations des pays traversés et si elles sont susceptibles de soutenir les croisés. Ils traitent aussi de la question pratique la plus importante pour les croisés : faire la route par terre ou par mer ?… Si l'on passe par la terre, alors il faut savoir parler les langues locales, et comment négocier avec toutes sortes de contingences de terrain, ou se faire accompagner ; avec Zrinka Stahuljak, médiéviste, on peut parler de la recherche de personnes sur place « à tout faire », de fixeurs, ou de fixeuses. Ce qu'il y a de remarquable en effet dans la croisade est que, contrairement à la colonisation, en cette première phase de l'extension occidentale, c'est au conquérant à apprendre les langues locales, et non au conquis d'apprendre la langue du conquérant. -.
Parler la langue du pays conquis était considéré comme un atout pour asservir sa population, et éventuellement la convertir. Il faut des écoles et des structures pour apprendre ces langues. L'Ordre des Prêcheurs promeut ce genre d'idées à partir du 13e siècle en Espagne, alors en pleine Reconquista. L'Ordre des Frères mineurs les suit peu de temps après : le franciscain Roger Bacon, connu pour être l'un des inventeurs de la méthode scientifique moderne, conseille l'étude des langues véhiculaires pour qui veut pratiquer la diplomatie, le commerce, et la conversion des non-chrétiens. Deux personnalités connues à l'époque vont aussi y contribuer : Pierre Dubois (légiste) et Raymond Lulle. Pierre Dubois veut créer des écoles pour former les étudiants, futur croisés, aux arts libéraux (grammaire, logique, etc) ainsi qu'en médecine, droit et théologie. Concernant les langues, il propose de réaliser des formations d'abord en latin, puis en grec ou en arabe, enfin une autre langue vernaculaire écrite. Ce qui est remarquable chez lui est qu'il veut former aussi les femmes. Raymond Lulle propose des listes de langues dont il conseille l'apprentissage, mais uniquement pour les hommes pour sa part. -.
Ces traités établissent une sorte d'équivalence entre les aspects matériels de la conquête et les aspects spirituels, moraux et intellectuels du chef de croisade. Tous les guides expliquent que la croisade ne doit avoir qu'un seul chef, désigné par le latin « capitaneus ». Que ce chef doit être lui-même fidèle, et que les croisés lui doivent fidélité : la fidélité est la vertu centrale des croisades, pour toute personne qui se trouve en dehors de l'espace de la chrétienté, chez les infidèles. Raymond Lulle explique que les chevaliers seront « une armée de Dieu plus fidèle que ceux qui n'y appartiennent pas », que le trésorier sera « le plus savant, fidèle et subtil », que les espions seront « fidèles […] et discrets et s'enquerront de la fidélité des subalternes comme des commandants » et que les messagers seront « fidèles et certifiés, et transmettront fidèlement à tout le clergé ». La fidélité n'est pas un idéal, mais une chose concrète, aussi nécessaire au fonctionnement de la conquête que l'eau pour les chevaux et les fournitures pour l'armée. Il s'agit d'une fidélité entre personnes, et moins d'une fidélité dans un esprit. C'est par elle, et donc par les humains, que se maitrisent les aléas de la conquête. -.
Mais, sur le chemin de la conquête pour Christ, il existe un danger non résolu : le drogman. Il devrait être un allié, puisqu'il est censé aider les voyageurs, les voyageuses, dans leurs tâches quotidiennes de traversée de pays plus ou moins hostiles, il est censé faire l'intermédiaire et l'interprète avec les populations locales. Zrinka Stahuljak l'apparente aux fixeurs modernes. Cependant, les récits des pèlerins fourmillent de leurs supposées trahisons, et racontent la peur de leurs abus de pouvoir ; dans son récit de voyage en terre sainte, Anselm Adornes, riche marchand et homme politique du Pays-Bas bourguignon, explique : « Nous étions très surpris de l'attitude de notre truchement [autre terme pour drogman] : n'avait-il pas compris ce qui se passait ou avait-il compris et n'avait-il pas pu ou pas voulu nous le dire en italien ? » Et ce qui est redouté par dessus tout c'est leur disparition pure et simple au milieu du pays hostile, comme s'il valait mieux qu'ils trahissent plutôt que de laisser les fidèles chrétiens comme nus au milieu des musulmans. Nicolás de Poggibonsi, pèlerin franciscain, explique, après pareille mésaventure : « Et ces arabes avec qui nous sommes restés [des chameliers] ne comprenaient strictement rien à notre langue ni nous à la leur, ni par les signes ni par les actes ; ainsi quand on demandait quelque chose, ils en faisaient tout le contraire. » Ils découvrent soudain que la rencontre sans médiateur avec les infidèles est une illusion, illusion qui est celle de la croisade tout entière. -.

### Esprit épique de la croisade

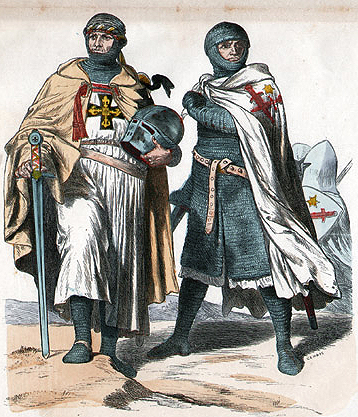
Chevaliers Porte-Glaive sont un ordre militaire organisé en 1202, et composé de « moines guerriers » germaniques dans le but de christianiser les populations baltes.

Dès l'origine de la croisade, l'expédition est une entreprise féodale réservée à la chevalerie. L'accomplissement du vœu de croix devient une étape indispensable à la formation du parfait chevalier. Dans l'imaginaire chevaleresque, le Christ devient le parfait seigneur pour lequel on peut se sacrifier. Le chevalier croisé est donc un miles christi, « chevalier du Christ ». Les chroniqueurs comparent les croisés au peuple élu qui écrit une nouvelle histoire sainte. Les prédicateurs n'hésitent pas non plus à parler des richesses qui attendent les croisés en Terre sainte. Ils parlent d'une terre riche et fertile qui comblera leurs espérances.
De grandes figures épiques rentreront à cette occasion dans la mémoire collective, comme Godefroi de Bouillon, Richard Cœur de Lion ou encore Saint-Louis.
Le fait que des milliers d'hommes et de femmes se soient mis en mouvement et aient accepté de braver le danger et la souffrance pour l'amour de Dieu est la preuve que les masses humaines de la fin du XIe siècle étaient très réceptives à la promesse de l'indulgence plénière mais surtout à l'espoir que la récupération du Saint-Sépulcre serait le début d'une ère nouvelle dans l'histoire de l'Église et du monde. L'attente eschatologique et millénariste est très forte dans le peuple. Empêcher la venue de l'Antéchrist, hâter la parousie font partie de ses préoccupations. Ceux qui ont répondu à l'appel de la croisade, sont aussi convaincus que Dieu leur a assigné une tâche : libérer les lieux saints et purifier le monde du mal afin de préparer son retour. Les armes de la victoire sont, pour ces masses, la pénitence symbolisée par la croix cousue sur le vêtement, les jeûnes, les prières, les processions, d'où les nombreuses mortifications que s'infligent les pèlerins. Les croisades révèlent pour la première fois en Occident l'existence d'une spiritualité populaire tournée vers l'action, moyen de gagner le salut.
Dans les milieux populaires, la croisade fait appel au merveilleux. Les foules voient des signes et des prodiges manifestant la volonté divine au moment des prédications, ce qui les entraîne à partir. Des rumeurs circulent sur les croix marquées dans la chair des croisés morts ou vivants. Ces « prodiges » sont accompagnés de prophéties et entretiennent l'idée que la fin du monde approche. L'attente de la parousie se colore de légendes politiques. Le roi des derniers jours prendra sa couronne sur le Golgotha et sera un Franc. De même, la soumission du « roi des Grecs » est, dans toutes les traditions, le prélude au retour d'un âge d'or. La foule cherche aussi à imposer l'idéal de pauvreté et de pénitence aux grands notamment lors de la première croisade. Les attentes millénaristes ont pour corollaire le fanatisme et la violence contre les juifs et les musulmans. Les millénaristes « tendent à faire table rase du groupe des autres ». Les croisades répondent ainsi à l'attente des fidèles aspirant à un salut qui semble difficile à atteindre dans la vie quotidienne.

## Bilan

Bataille de Lépante, en 1571

Les croisades contribuent à éloigner les chrétiens des musulmans mais surtout les catholiques des orthodoxes. Après les croisades, les catholiques ne peuvent plus, durant cinq siècles, faire le pèlerinage de Jérusalem. Principalement, les croisades ont permis une propagation des connaissances de l'Orient vers l'Occident. Elles ont aussi permis à l'Occident de créer des comptoirs de commerce en Orient, qui ont pris en mains une partie du commerce entre l'Europe et l'Orient, jusque-là monopole oriental. Venise a atteint son but. L'Europe a conservé des croisades un profit économique dont les musulmans n'ont pas vu l'importance.
Il est faux de parler de colonialisme même sous une forme embryonnaire ; les défenseurs de cette thèse tirent des parallèles avec la colonisation comme l'installation des croisés en nombre et durablement sur de nouveaux territoires, mais sans toutefois entretenir un rapport de domination exercée depuis une métropole européenne. Les termes de colonialisme ou de colonisation avant la création des États modernes, et en pleine féodalité, sont des anachronismes. La formation des États latins d'Orient répond plus à un opportunisme de la part d'une partie des seigneurs croisés qu'à une conquête planifiée dans un cadre politique. L'organisation politique et sociale médiévale ne permet pas l'établissement de rapports Métropole/Outre-mer tels qu'ils apparaîtront au XVIe siècle. Nombreux sont d'ailleurs les pèlerins en armes à rentrer dans leurs terres après la prise de Jérusalem : sur les 791 participants à la première croisade présents lors de la prise de Jérusalem en 1099 identifiés par Jonathan Riley-Smith, 687 rentrent chez eux.
L'idée de croisade est « encore vivante au début des Temps modernes, sous Charles Quint et à la bataille de Lépante, et encore lors du siège de Vienne en 1683 ».

### L'échec
Le but de la croisade était de reprendre et de conserver Jérusalem, car la ville accueille depuis le IVe siècle les lieux saints de la chrétienté. Or depuis sa prise par Saladin en 1187, les royaumes chrétiens ont échoué à reprendre la ville sainte. Pire, les États latins d'Orient n'ont fait que se réduire au fil des décennies jusqu'à leur perte totale en 1291, lorsque Saint-Jean-d'Acre tomba aux mains des Mamelouks. Ce sont ces derniers qui ont mis fin à l'affrontement deux fois séculaire entre croisés et musulmans en Terre sainte.
L'échec des croisades peut s'expliquer de différentes manières. D'abord, l'absence de profondeur stratégique des États latins d'Orient imposait aux chrétiens latins une entente durable avec les Byzantins qui ne se réalisera jamais (en atteste l'exemple de la quatrième croisade). C'est l'une des différences fondamentale avec la Reconquista, pour laquelle les chevaliers chrétiens disposaient d'une profondeur stratégique : les royaumes espagnols.
Ensuite, l'absence de réelle politique de colonisation a empêché de combler le déficit démographique des États latins d'Orient. Aucune incitation à l'émigration en Terre sainte n'a été développée, les pèlerins rentrant dans leur contrée une fois le pèlerinage accompli. Ce déficit démographique aurait pu être pallié par les populations chrétiennes présentes sur place, mais la barrière de la langue et la distance entre les pratiques du culte n'ont jamais permis un parfait amalgame entre chrétiens latins et chrétiens d'Orient. Enfin, il faut souligner l'émergence des Mamelouks et leur suprématie face aux Mongols, consacrée lors de leur victoire à Aïn Djalout en 1260. Le sultanat mamelouk d'Égypte dominera la région et résistera aux huitième et neuvième croisades.

### Adaptations militaires

#### Vêtements et armes
Un certain nombre d’adaptations visent à limiter l’échauffement au soleil : plusieurs auteurs signalent de nombreuses morts dues à l’insolation. Le heaume est souvent remplacé par le chapel de fer, le long haubert par une cotte de mailles plus courte, le haubergeon, ou par le gambison (vêtement rembourré porté sous la cotte de mailles, pour amortir les chocs). De même, des housses couvrent les armures et les chevaux, pour limiter l’échauffement au soleil. Les chevaux turcomans sont aussi achetés (ou volés) en grand nombre, pour remplacer les chevaux tués au combat ou morts. L’armement local, d’excellente qualité (les armuriers de Damas avaient excellente réputation), sert aussi pour remplacer les armes que les combattants européens ont perdues ou cassées.
De façon plus large, l’emploi de la masse turque, qui permet de défoncer les pièces d’armure, se généralise en Europe après les croisades. Elle entraîne l’abandon du heaume à sommet plat, remplacé par les casques bombés, déviant les coups.

#### Tactiques
Les principales adaptations militaires sont situées toutefois dans la tactique. L’efficacité meurtrière des archers montés, qui souvent visent les chevaux des Francs, pousse à une remise en cause du combat fondé sur la recherche du choc frontal. Le recours plus fréquent à l’infanterie, protégeant les chevaux derrière de longs boucliers, et aux archers et surtout aux arbalétriers, plus puissants et précis que les archers, permet de rivaliser avec les cavaliers musulmans. Des unités d’arbalétriers montés sont aussi créées, ainsi que des unités de cavalerie légère indigène, les turcopoles, très utiles aussi pour le renseignement.
Mais la tactique favorite, la charge massive créant la rupture de l’armée ennemie, n’est pas abandonnée, et l’armement lourd non plus. D’une part, les habitudes et les dépenses lourdes dans cet armement font qu’il était difficile de les abandonner. D’autre part, l’armement lourd assure une supériorité certaine à des combattants chrétiens le plus souvent en infériorité numérique. Enfin, en choisissant le moment du combat pour que les combattants n’attendent pas en armes sous le soleil, et pour que le combat soit bref, les Européens ont parfois d’excellents résultats.

#### Ordres
Pour accueillir les pèlerins qui viennent à Jérusalem se crée une confrérie qui va aboutir à l'ordre de Saint-Jean de Jérusalem. Et plus tard, pour soutenir la cause de la défense de la Terre sainte, le premier ordre de moines-soldats est fondé, l'ordre du Temple. Les Hospitaliers de l'ordre de Saint-Jean de Jérusalem finissent eux aussi par prendre les armes, mêlant à l'instinct hospitalier l'idéal chevaleresque. D'autres ordres vont se créer en Terre sainte comme les Teutoniques ou l'ordre de Saint-Lazare de Jérusalem.
Au XIVe siècle, alors qu'il n'y a plus de croisades en Terre sainte, de nombreux ordres de chevalerie apparaissent, toujours dotés d'un idéal de sacrifice et de pureté, toujours voués à la mortification. Mais ces mortifications sont dédiées à une dame plus souvent qu'à Dieu, fêtes et tournois prennent le pas sur la prière. Le crépuscule du Moyen Âge transforme les ordres de chevalerie en cercles aristocratiques où s'élabore un art de vivre, un langage allégorique, une imagerie littéraire ou graphique qui transpose dans l'illusion la geste chevaleresque.

### Confrontation de l'Orient et l'Occident

#### L'Empire byzantin et la croisade
Bien que dirigées contre les musulmans, les croisades ont été contraires aux intérêts de l'Empire byzantin. Les troupes qui traversent l'Empire byzantin commettent d'inévitables excès de par leur taille. Il arrive ainsi que les Normands profitent des croisades pour attaquer l'Empire. Les mesures prises par les empereurs pour protéger l'Empire des croisés (surveillance des troupes latines, alliance avec les Turcs…) entraînent une grande méfiance vis-à-vis de Byzance et un sentiment de trahison. Alexis Comnène est traité de perfide et de traitre. La propagande normande amplifie le thème de la perfidie grecque qui devient un lieu commun et une explication aux échecs des croisés. Elle légitime la prise de Constantinople en 1204. Pour les Byzantins, cet événement fait définitivement des croisades un acte de piraterie dont le but religieux n'est qu'une façade.
La notion de croisade ou de guerre sainte est incompréhensible pour les Byzantins. Les guerres sont pour eux uniquement des actes politiques. L'Église orthodoxe est hostile à l'emploi des armes par les laïcs et encore plus par les clercs. Les Byzantins sont donc indignés de voir, parfois, des prêtres latins participer personnellement aux combats. Malgré ces différences au XIIe siècle, pour la plupart des Latins, les Byzantins sont des frères chrétiens. La conscience du schisme ne dépasse guère les milieux ecclésiastiques. Ce sont finalement les événements de 1204 qui creusent réellement et définitivement la séparation entre catholiques et orthodoxes. La haine du Latin devient plus forte que celle du Turc.

#### L'islam et la croisade

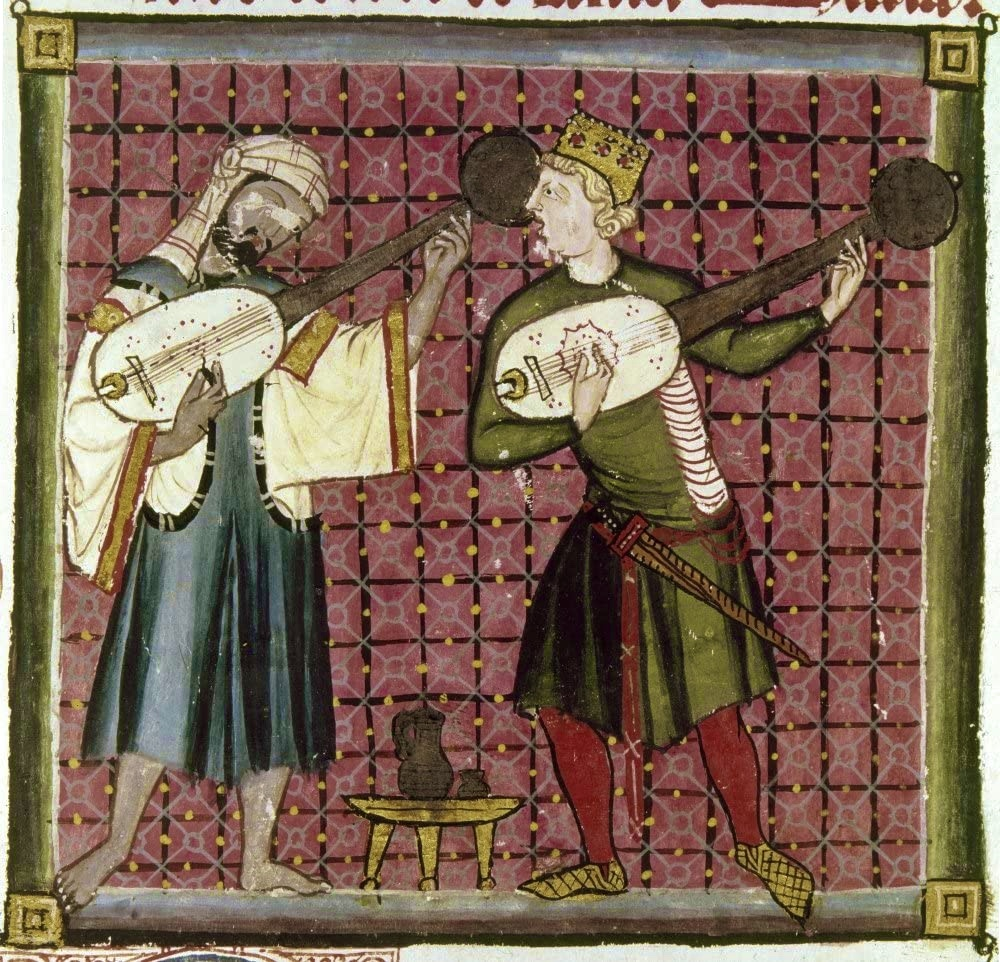
Musiciens chrétien et musulman, Al-Andalus, Cantigas de Santa María.

À la fin du XIe siècle, le djihad a perdu sa force d'attraction parmi les musulmans. L'Occident latin est entré dans une phase de reconquête aux dépens de l'Islam. De même que les musulmans reconnaissent les communautés juive et chrétienne, les États chrétiens d'Orient et la Sicile accordent aux musulmans des institutions propres et une certaine liberté de culte. Aux excès des premiers croisés — un trait classique de tout assaut quels que soient les assaillants — a donc succédé une cohabitation acceptable et tout à fait comparable à la pratique musulmane.
Les musulmans de l'époque ne perçoivent pas le motif religieux de la croisade et celle-ci tient peu de place dans les ouvrages des chroniqueurs arabes mis à part ceux originaires des pays voisins des Francs comme Ibn al-Athîr : seule l'opinion publique des pays directement menacés ou lésés, en premier lieu la Syrie du Nord, est réellement hostile aux croisés. De fait, les croisades n'ont pas provoqué de « contre-croisades ». Ainsi le regain d'intérêt pour la guerre sainte, le djihad, sert surtout à rassembler la Djazira, la Syrie, l'Égypte, les Arabes et les Kurdes ainsi qu'à éliminer les chiites.
En revanche, l'établissement d'un État militaire en Égypte dans la seconde partie du XIIIe siècle peut être considéré comme une conséquence directe des croisades. Cet État est très intolérant envers les dhimmis (juifs et chrétiens) car il craint une alliance à revers entre eux et la puissance mongole en pleine expansion.
Les croisades n'ont pas favorisé la connaissance réciproque des deux civilisations. Des contacts plus enrichissants se sont noués en Espagne, en Sicile et à Constantinople après 1204. Comme toute propagande, celle des croisades est plutôt négative. Les musulmans sont accusés à cette occasion d'idolâtrie, d'immoralité et même de louer et justifier la violence, alors que les chrétiens eux-mêmes faisaient l'apologie de la guerre pour rassembler et recruter des chevaliers sous la bannière du Christ. Les croisades ont été l'occasion pour les chrétiens occidentaux d'être confrontés à une masse de non-chrétiens. Les disputations religieuses sont rares. Les conversions religieuses vers le christianisme se sont rarement faites sous la contrainte. Le missionnaire Ricoldo loue l'hospitalité des musulmans.

### Critique des croisades
Malgré le soutien majoritaire des croisades au sein de la population, celles-ci ont fait l'objet de critiques. En effet, dans La Dispute du croisé et du décroisé, qui est une célèbre pièce dû au poète Rutebeuf, fait écho aux appels lancés pour participer aux campagnes envisagées notamment contre les Sarrasins en Outremer à la fin du règne de Saint Louis. Il s'agit d'un débat entre un croisé, qui tente de convaincre un autre chevalier, et un décroisé, qui s'efforce de lui montrer l'inanité de ses arguments. Les contradictions inhérentes à l'état quasi clérical du pèlerin en arme, facilitent également les critiques contre les croisades. Adam, abbé de l'abbaye de Perseigne, qui a participé à une expédition en Terre sainte durant sa jeunesse, écrit « le Christ n'a pas versé son sang pour conquérir Jérusalem, mais pour les âmes qu'il faut sauver ».
Les ordres militaires font l'objet de critiques tout aussi vives en raison de leur statut paradoxal de religieux guerriers. Jean de Salisbury, une des plus grandes autorités du XIe siècle, écrit ainsi sans détour : « les Templiers, censés consacrer le sang du Christ, versent du sang humain ».
De même, Humbert de Romans dans l'un de ses ouvrages fournit aux prédicateurs des arguments à opposer aux détracteurs de la croisade. Également, le poète allemand Tannhäuser, qui participe à la croisade de Frédéric II en 1228 regrettera cette décision. Jean de Joinville refusa même de se croiser en 1270 et blâme Saint Louis d'abandonner son royaume. Ainsi, le roi de France exerce sur lui de fortes pressions.
Minoritaire dans les années qui suivent la conquête de Jérusalem (1099), la critique de la croisade se répandra progressivement. Elle sera particulièrement acerbe quand le but de celle-ci n'est pas la libération de la Ville sainte, mais la guerre contre les orthodoxes, l'hérésie albigeoise ou l'empereur romain germanique. Elle explique, en partie, la désaffection progressive de la croisade.
Dans le cadre de l'historiographie moderne, l'historien Jacques Le Goff estime que les croisades sont une forme pervertie de la foi. Il partage l'opinion de Steven Runciman : « Les hauts idéaux de la croisade ont été gâtés par la cruauté et la cupidité, la hardiesse et la résistance aux épreuves par une dévotion aveugle et étroite, et la guerre sainte n'a rien été de plus qu'un long acte d'intolérance au nom de Dieu, ce qui est le péché même contre l'Esprit ».

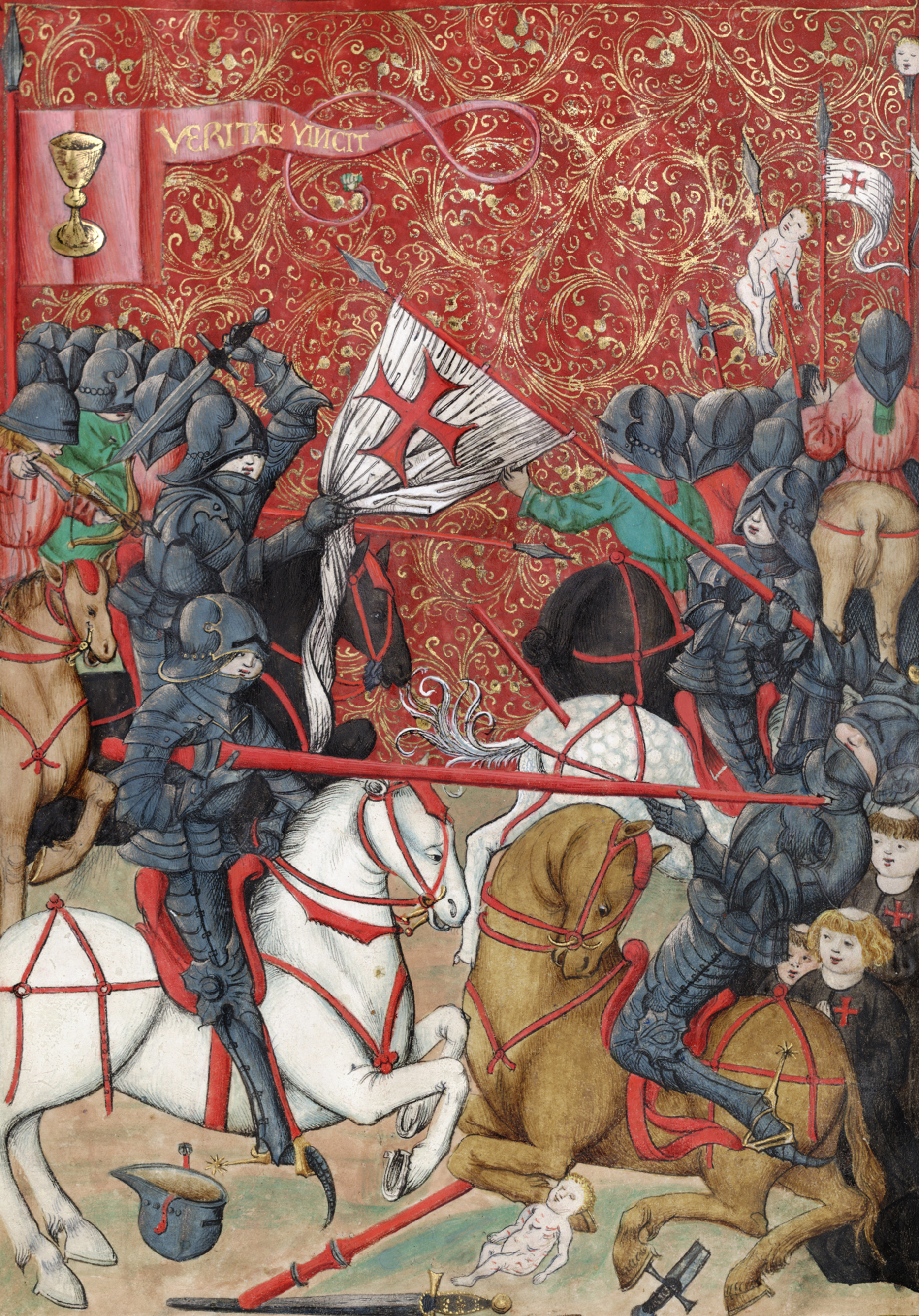
Croisades contre les hussites.

### Note
1. ↑  Pour approfondir ce sujet, voir l'article Doctrine de la guerre juste.